# Florianópolis
Florianópolis, conhecido coloquialmente como Floripa, é um município brasileiro, capital do estado de Santa Catarina, Região Sul do país. O município é composto pela ilha principal, a ilha de Santa Catarina, a parte continental e algumas pequenas ilhas circundantes. Florianópolis é também apelidado de "Ilha da Magia", decorrente de seus folclóricos contos e histórias de bruxas e criaturas mágicas que habitam na ilha, popularizados pelo escritor Franklin Cascaes.
A cidade tem uma população de 537 211 habitantes, de acordo com o censo demográfico de 2022 do Instituto Brasileiro de Geografia e Estatística (IBGE). É o segundo município mais populoso do estado, após Joinville, o 5º mais populoso da região Sul, após Curitiba, Porto Alegre, Joinville e Londrina, e o 39º mais populoso do Brasil. A região metropolitana tem uma população estimada de 1 209 818 habitantes, a 21ª maior do país. Florianópolis conta com uma área de 674,844 km², a posicionando em 29º lugar em municípios por extensão territorial em Santa Catarina.
A ilha de Santa Catarina possui uma rica história que remonta aos tempos pré-coloniais, com vestígios arqueológicos indicando ocupação pelo Homem de Sambaqui desde aproximadamente 4800 a.C. Povos carijós, grupos indígenas locais, já praticavam agricultura e subsistiam da pesca e coleta de moluscos quando os primeiros europeus chegaram, no século XVI. A colonização efetiva começou com Francisco Dias Velho em 1673, seguida por uma ocupação militar a partir de 1737 e a imigração açoriana no século XVIII, que impulsionou a agricultura e a indústria local. A ilha se desenvolveu significativamente ao longo dos séculos, tornando-se capital de Santa Catarina em 1823 e passando por urbanização intensa no século XX, com expansão econômica e grande aumento populacional.
A economia de Florianópolis é fortemente baseada na tecnologia da informação, no turismo e nos serviços. A cidade tem mais de 100 praias registradas e é um centro de atividade de navegação. O jornal estadunidense The New York Times afirmou em 2009 que "Florianópolis era o destino do ano". A Newsweek considerou que o município é uma das "dez cidades mais dinâmicas do mundo" em 2006. O Índice de Cidades Empreendedoras (ICE) de 2014, elaborado pela filial brasileira da ONG norte-americana Endeavor, elegeu a cidade como o melhor ambiente para o empreendedorismo no país. A cidade também foi considerada pela Organização das Nações Unidas para a Educação, a Ciência e a Cultura (Unesco) uma das "cidades criativas" do Brasil em 2014, ao lado de Curitiba. Florianópolis é conhecida por ter uma elevada qualidade de vida; em 2010, era a capital brasileira com maior pontuação do Índice de Desenvolvimento Humano (IDH), calculado pelo PNUD, das Nações Unidas. Por outro lado, aparece como a décima  mais desenvolvida, de acordo com o Índice FIRJAN de Desenvolvimento Municipal (2025). Segundo o Atlas da Violência 2024, divulgado pelo Instituto de Pesquisa Econômica Aplicada (Ipea) e pelo Fórum Brasileiro de Segurança Pública (FBSP), é a capital mais segura do Brasil.

## Nome
A origem do nome da ilha de Santa Catarina ainda é debatida. A versão mais aceita é que foi assim nomeada pelo navegador italiano Sebastião Caboto em 1526, seja em homenagem a Santa Catarina de Alexandria ou a sua esposa, Catarina Medrano. Outras fontes mencionam que o nome foi dado pelo bandeirante paulista Francisco Dias Velho em homenagem a uma filha, de nome Catarina.
Dias Velho fundou, em 1673, a povoação de Nossa Senhora do Desterro, em homenagem a sua santa de devoção, elevado à categoria de vila em 1726. Com a independência do Brasil a vila elevou-se a cidade, quando se decidiu fortalecer o nome correto, mas agora passando apenas a se chamar "Desterro". Apesar de ser uma referência a fuga da sagrada família para o Egito, esse nome desagradava certos moradores, uma vez que lembrava "desterrado", ou seja, alguém que está no exílio ou que era preso e mandado para um lugar desabitado. Esta falta de gosto pelo nome fez com que algumas votações acontecessem para uma possível mudança. Uma das sugestões foi a de "Ondina", nome de uma deusa da mitologia que protege os mares.
Com o fim da Revolução Federalista, em 1894, em homenagem ao então presidente da República Floriano Peixoto, o governador do estado, Hercílio Luz, mudou o nome para Florianópolis. A escolha do nome foi, contudo, uma afronta à própria população desterrense, pois Floriano Peixoto não era uma autoridade com popularidade na cidade e enfrentou grande resistência de seu governo em Desterro. Como a cidade era um dos principais pontos que se opunham ao presidente, este mandou um exército para a cidade para que fosse derrubada esta resistência. O nome foi dado logo após o Massacre da Ilha de Anhatomirim ou "Tragédia de Desterro" ocorrida na fortaleza militar da ilha de Anhatomirim, ao norte da ilha de Santa Catarina, ocasião em que foram fuziladas cerca de 185 pessoas, dentre as quais oficiais do exército, juízes, desembargadores e engenheiros, três dos quais eram franceses. Ainda hoje há movimentos que pedem uma nova mudança do nome devido à controvérsia.

## História

### Civilizações pré-cabralinas

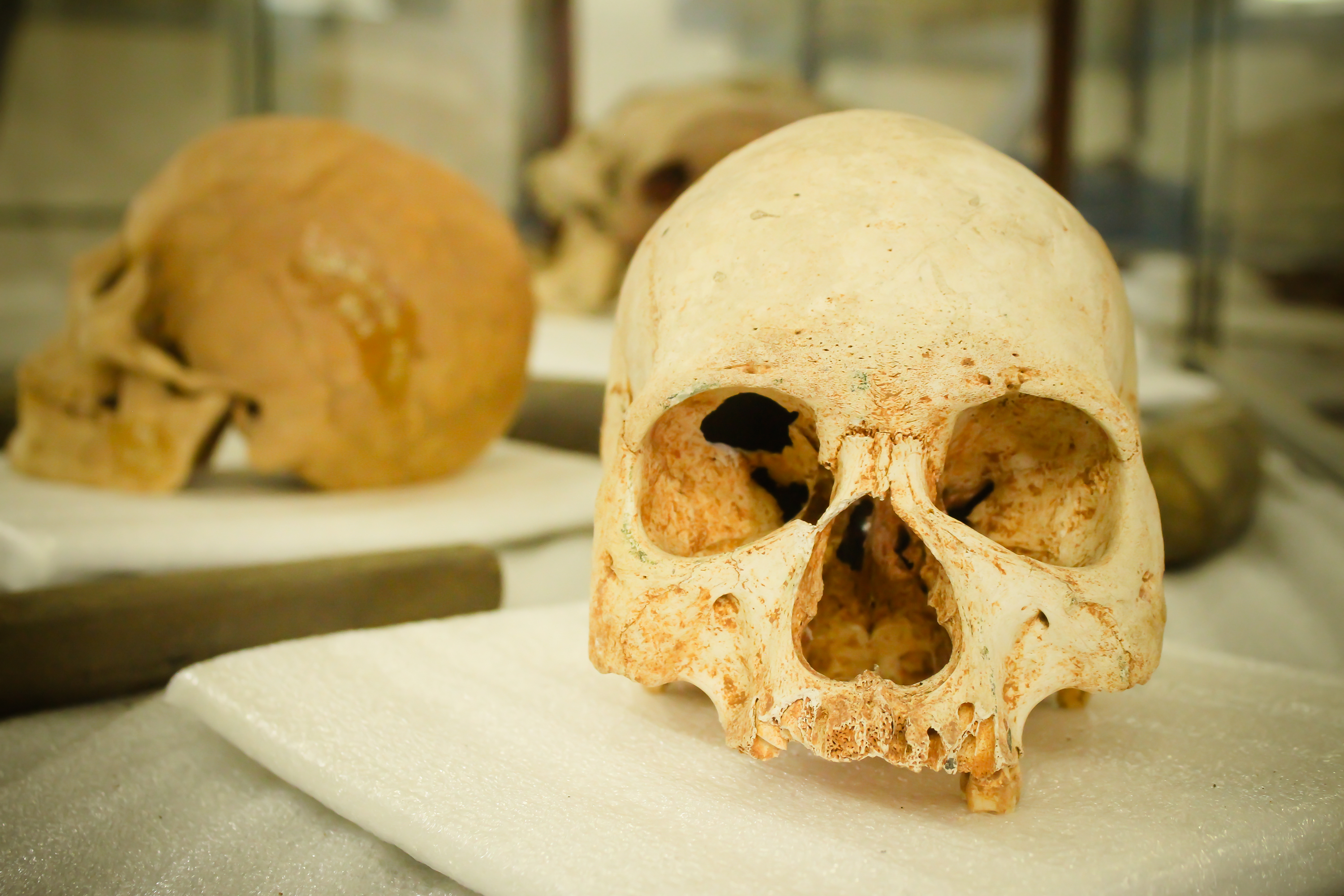
Peça arqueológica em exposição no Museu do Homem do Sambaqui

Os primeiros humanos habitaram a ilha de Santa Catarina por volta de 4 800 a.C., conforme vestígios arqueológicos, pertencentes à cultura do homem do sambaqui, que nela habitou por milênios.
Por volta do ano 1000, os povos indígenas tapuias que habitavam a região foram expulsos para o interior do continente devido à chegada de povos do tronco linguístico tupi provenientes da Amazônia.
No século XVI, quando chegaram os primeiros europeus à região, a mesma era habitada por um desses povos do tronco tupi, os carijós, que praticavam a agricultura, mas tinham na pesca e coleta de moluscos as atividades básicas para sua subsistência. A ilha de Santa Catarina era chamada por esse povo indígena de Meiembipe ("montanha ao longo do mar")  e o estreito que a separa do continente, Y-Jurerê-Mirim ("pequena boca d'água"), termo que também se estendia à própria ilha. Os carijós viriam a ser escravizados pelos oriundos da Capitania de São Vicente.

### Séculos XVI e XVII

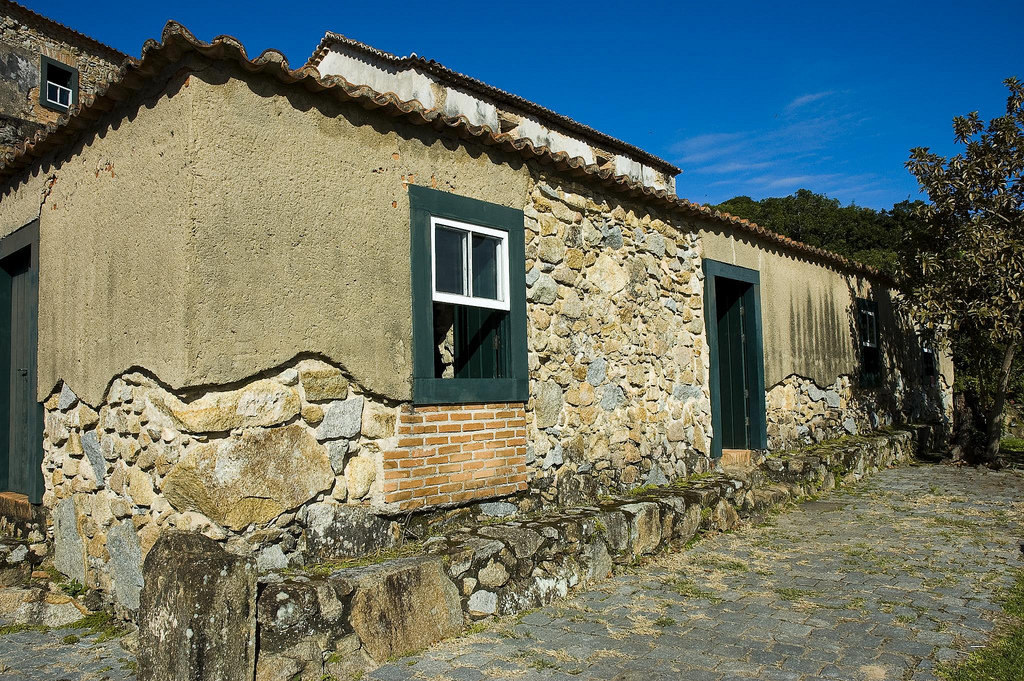
Quartel da tropa na Fortaleza de São José da Ponta Grossa

No século XVI, as embarcações que demandavam à Bacia do Prata usavam da Ilha de Santa Catarina como ponto de abastecimento de água e víveres. No entanto, o povoamento só se iniciou na segunda metade do século XVII, com a chegada dos paulistas à região.
Em 17 de fevereiro de 1673, logo após se estabelecer na Ilha de Santa Catarina com sua família, criados e 500 indígenas escravizados, o bandeirante vicentino Francisco Dias Velho fundou a povoação de Nossa Senhora do Desterro (atual Florianópolis). Em 1678, Dias Velho ergueu uma capela em louvor a Nossa Senhora do Desterro, elevada à categoria de Paróquia por meio de Alvará Régio de 5 de março de 1713. Em 1687, a povoação foi atacada por piratas, que mataram o fundador, e quase todos os seus habitantes desertaram.
Nessa época, ocorreram naufrágios de embarcações que depois foram estudadas e deram origem a dois projetos de arqueologia subaquática em Florianópolis, um no norte e outro no sul da ilha. Diversos artefatos e partes das embarcações foram recuperados pelos pesquisadores responsáveis por essas iniciativas, financiadas principalmente pela iniciativa privada.

### Século XVIII

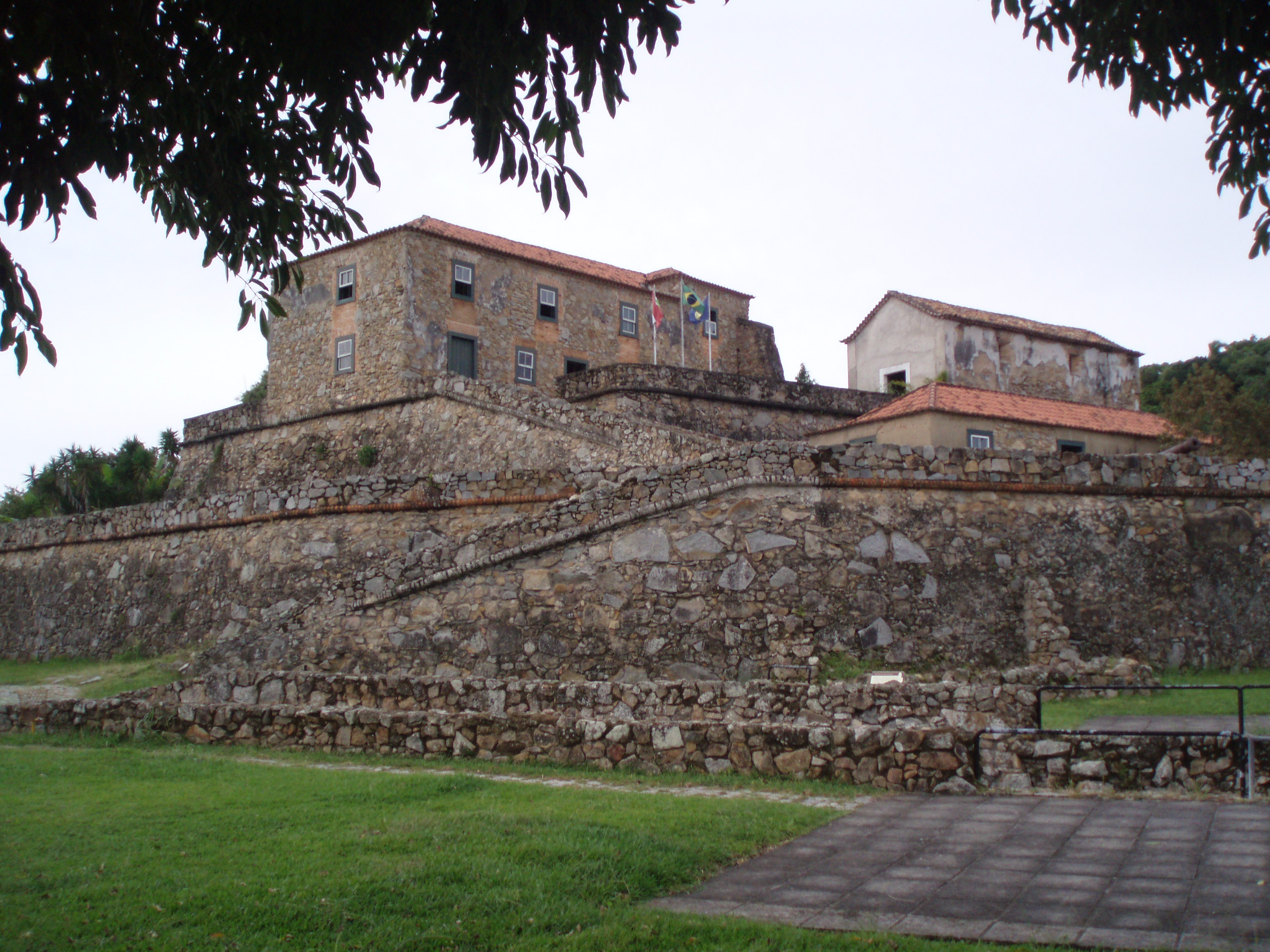
Fortaleza de São José da Ponta Grossa, em Jurerê

Por meio de Carta Régia de 23 de março de 1726, a povoação de Nossa Senhora do Desterro foi elevada à categoria de vila, se desmembrando de Laguna, sendo instalada em 10 de abril de 1728.
Em 1737, devido à sua posição estratégica para os domínios portugueses no sul do Brasil, iniciou-se uma ocupação militar da vila de Nossa Senhora do Desterro, liderada pelo brigadeiro José da Silva Pais, nomeado, em 1739, primeiro governador da Capitania de Santa Catarina.
Em meados do século XVIII, milhares de imigrantes açorianos migraram para a ilha de Santa Catarina. Nessa época, as indústrias de algodão, linho e de mandioca floresceram na ilha e foram implantadas as "armações" para pesca da baleia para extração do óleo em Armação da Piedade (Governador Celso Ramos) e Armação do Pântano do Sul (Florianópolis). Começaram a chegar, nesse período, africanos escravizados, os quais exerciam ofícios como aguadeiros, amas de leite, lavradores e trabalhadores dos engenhos de mandioca.
Em 1777, no contexto da Guerra Hispano-Portuguesa, os espanhóis, liderados por Pedro de Cevallos, invadiram a ilha de Santa Catarina, que voltou ao domínio português no ano seguinte, pelo Tratado de Santo Ildefonso.

### Século XIX

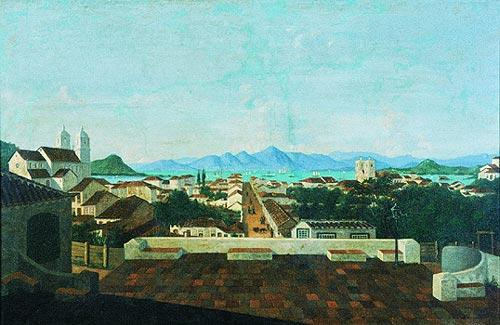
Quadro de Victor Meirelles mostrando a cidade em 1847

Por meio de Carta Imperial de 20 de março de 1823, a vila de Nossa Senhora do Desterro foi elevada à categoria de cidade, recebendo a denominação "Desterro". Nesse mesmo ano, a cidade se tornou capital da Província de Santa Catarina, inaugurando um período de prosperidade, com o investimento de recursos imperiais, com obras urbanas como a projeção a melhoria do porto e a construção de edifícios públicos. A modernização política e cultural e a organização de atividades culturais também se destacaram, marcando inclusive os preparativos para a recepção da vista do imperador D. Pedro II à capital catarinense, em 1845.

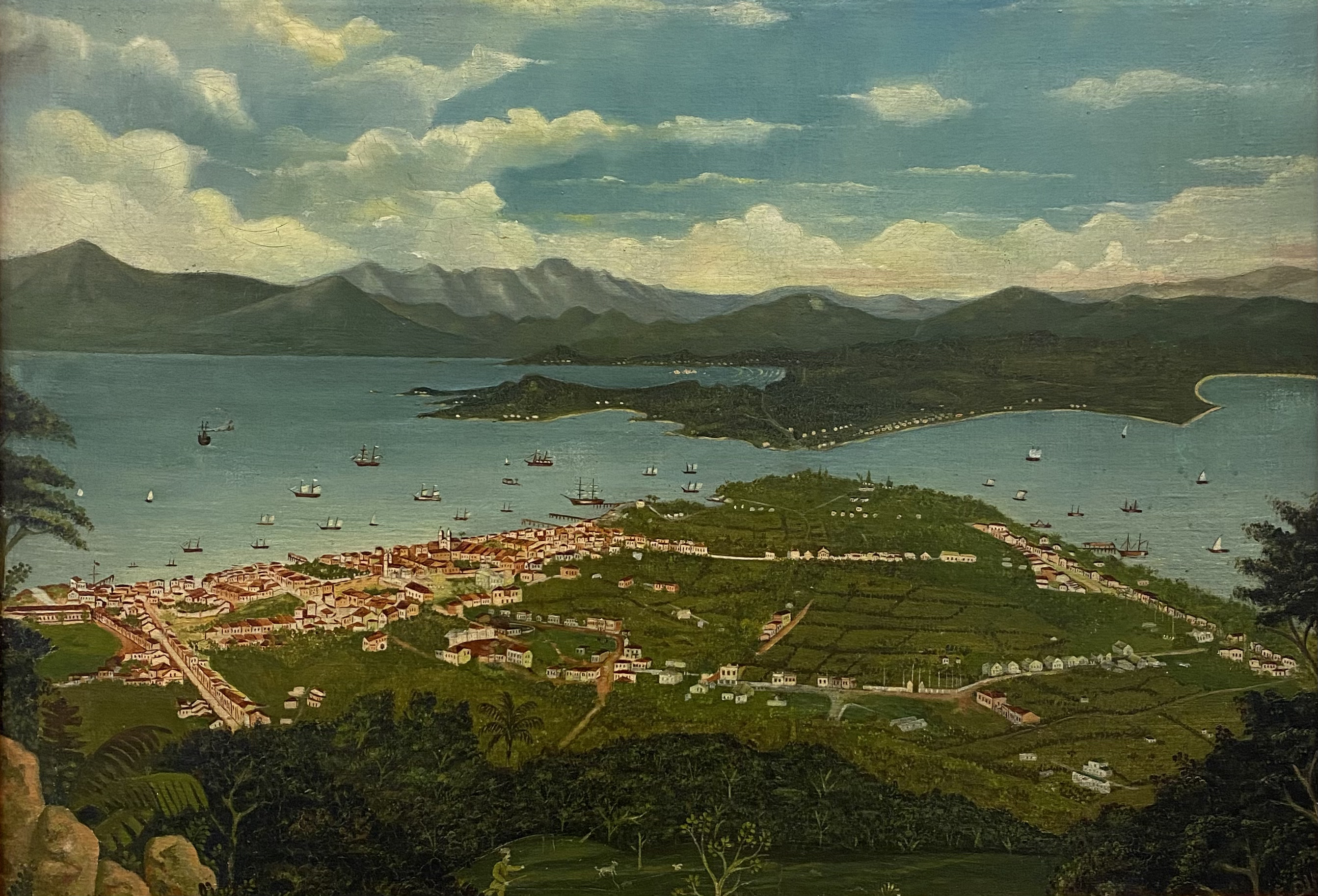
Vista de Florianópolis no final do século XIX

Desterro viveu dias de grande agitação durante a Guerra do Paraguai, para a qual alistaram-se muitos desterrenses, que formaram o 25º Batalhão dos Gloriosos Voluntários da Pátria.
Em 1893, chegou a Desterro, com o apoio da população local, a Revolução Federalista, contra o governo do presidente da República Floriano Peixoto, liderada na cidade por Elesbão Pinto da Luz. A revolta foi reprimida e seus participantes, fuzilados, junto com civis, por ordem do presidente brasileiro na Fortaleza de Santa Cruz de Anhatomirim em abril de 1894, no episódio conhecido como chacina do Anhatomirim. Devido à vitória das forças federais, em 1º de outubro de 1894, o então governador de Santa Catarina, Hercílio Luz, sancionou a Lei Estadual nº 111, que alterou o nome de Desterro para Florianópolis, em homenagem a Floriano Peixoto. Em 1898, foi fundado um importante colégio pela Congregação das Irmãs da Divina Providência, o Colégio Coração de Jesus.

### Século XX

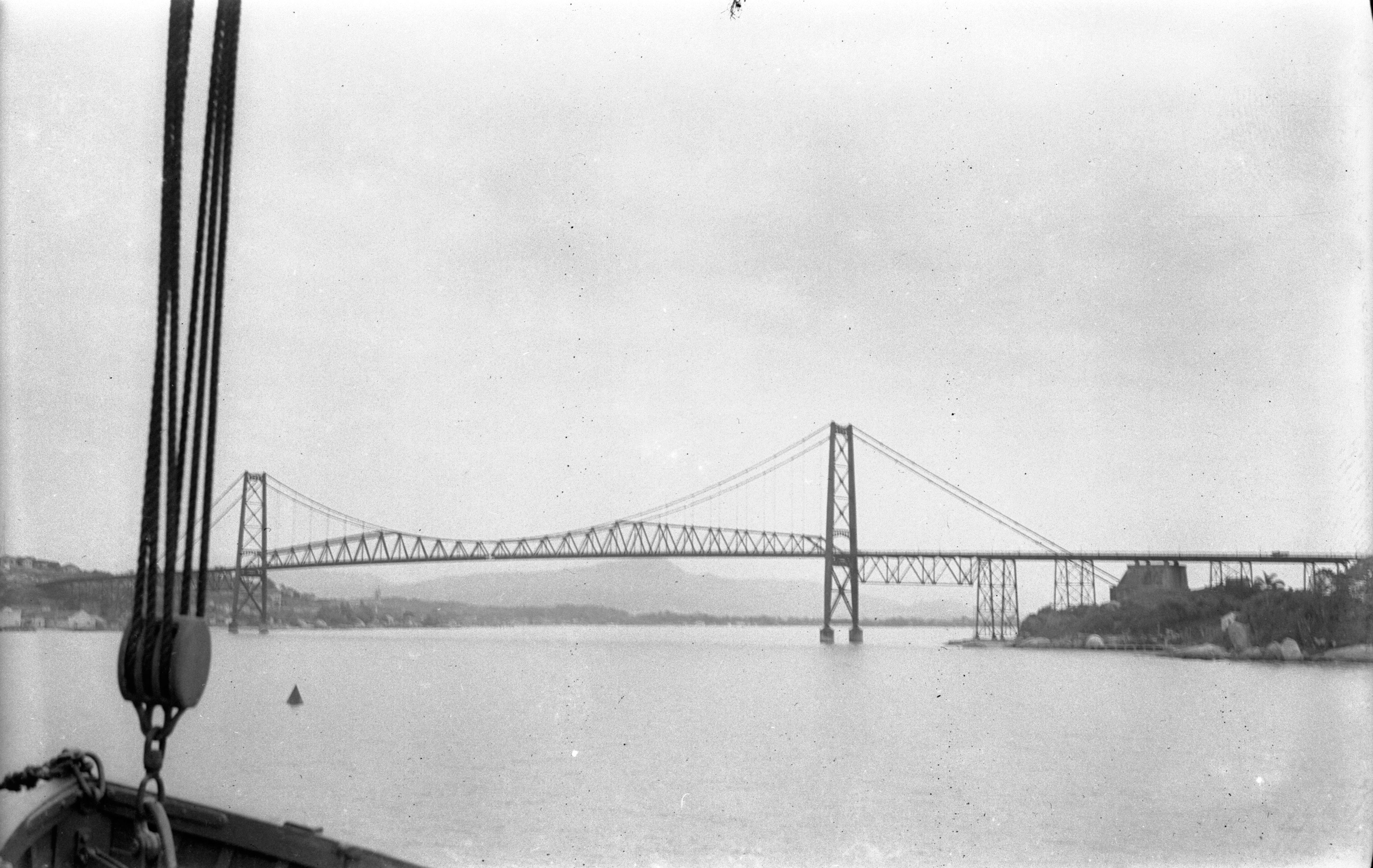
Ponte Hercílio Luz em 1940

A cidade, ao entrar no século XX, passou por profundas transformações, tendo como um dos principais suportes econômicos a construção civil. A implantação das redes básicas de energia elétrica e do sistema de fornecimento de água e captação de esgotos, somaram-se à construção da Ponte Hercílio Luz (década de 1920), como marcos do processo de desenvolvimento urbano.

Em 1º de janeiro de 1944, o interventor Nereu Ramos transferiu de São José para Florianópolis o distrito de Estreito (atual parte continental da capital catarinense), devido a fatores como a localização e o abandono da região pela prefeitura josefense.

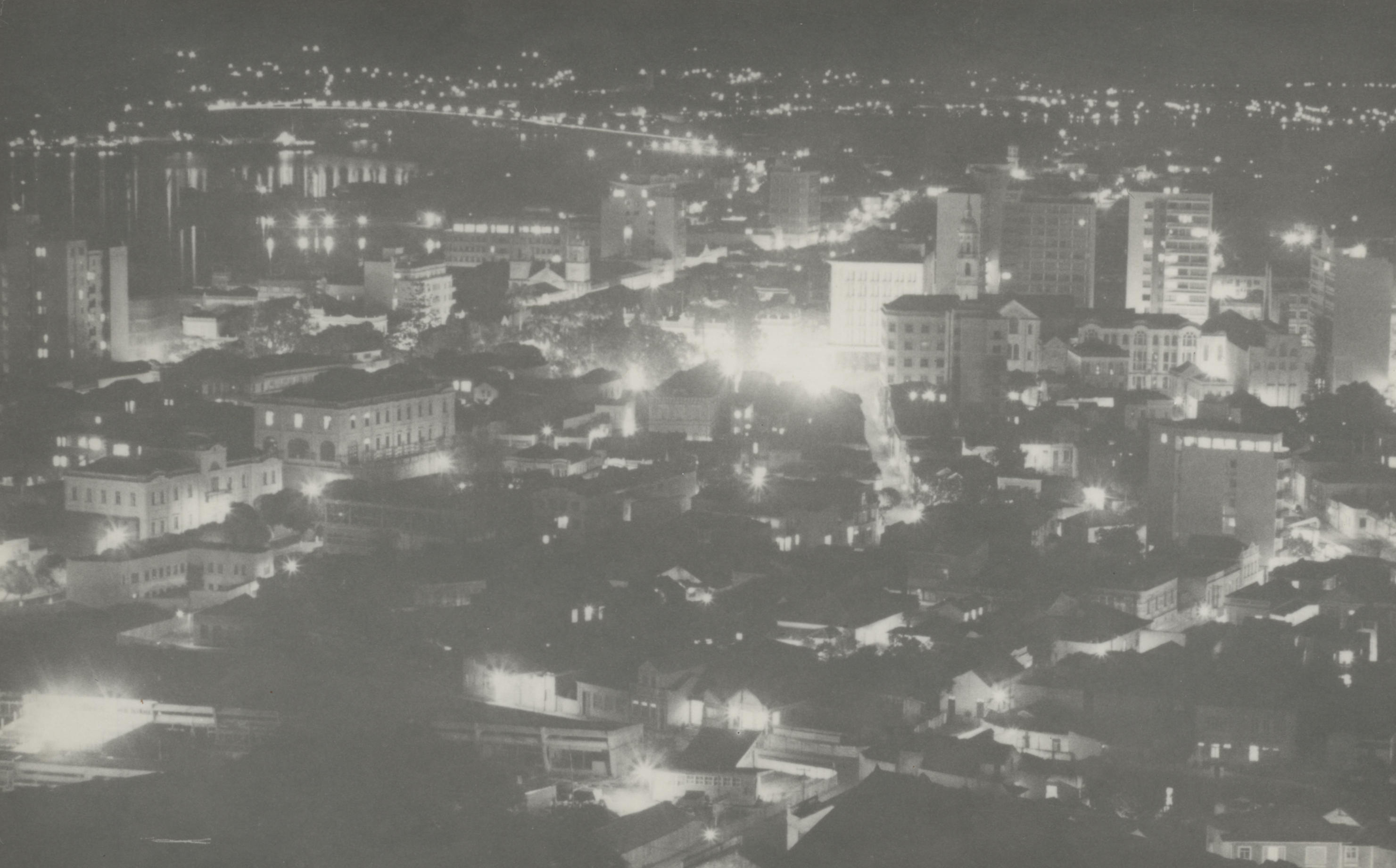
Florianópolis em 1964

Na segunda metade do século XX, Florianópolis teve um grande desenvolvimento urbano e recebeu novos moradores. A sede da Eletrosul foi transferida do Rio de Janeiro para o bairro florianopolitano do Pantanal, e criou-se um campus da Universidade Federal de Santa Catarina no bairro Trindade. Na década de 1950, foi construído o primeiro terminal de passageiros do Aeroporto Hercílio Luz, e foi inaugurado o trecho Curitiba-Florianópolis da BR-101. Em 1975, foi concluída a construção da ponte Colombo Salles, e, em 1991, foi inaugurada a ponte Pedro Ivo Campos.
No início do século XXI, a cidade passou a ter uma das piores taxas de mobilidade urbana do Brasil, e a pior entre as capitais estaduais.

## Geografia

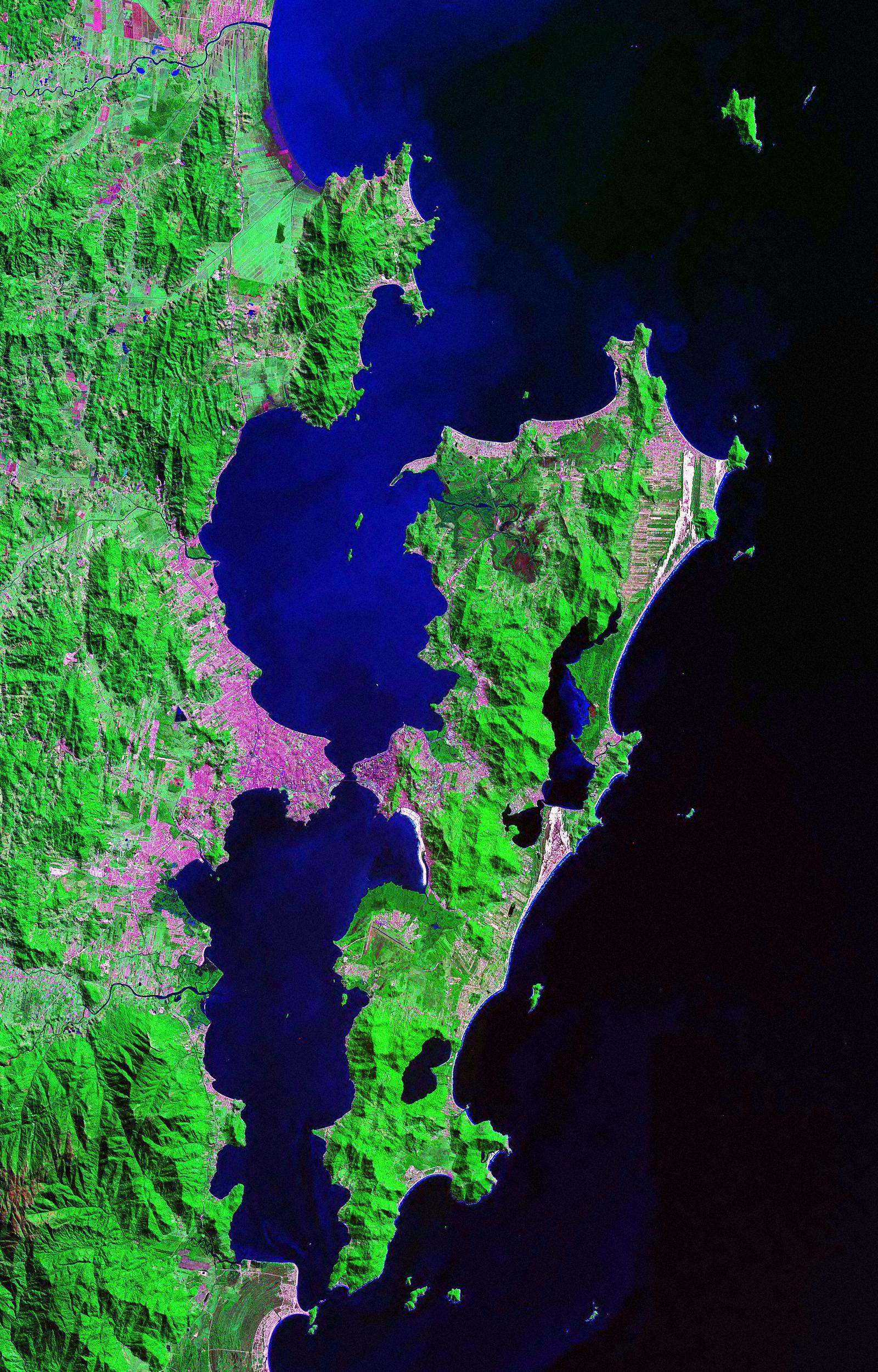
Ilha de Santa Catarina e regiões adjacentes

De acordo com a divisão regional vigente desde 2017, instituída pelo IBGE, o município pertence às Regiões Geográficas Intermediária e Imediata de Florianópolis. Até então, com a vigência das divisões em microrregiões e mesorregiões, fazia parte da microrregião de Florianópolis, que por sua vez estava incluída na mesorregião da Grande Florianópolis.
Florianópolis é uma das três capitais do Brasil situadas em ilhas (as outras duas são Vitória e São Luís). Localiza-se no leste do estado de Santa Catarina e é banhada pelo Oceano Atlântico. Grande parte de seu território (97,23%) está situado na ilha de Santa Catarina, que está situada de forma paralela ao continente, separada dele por um estreito canal, e possui uma forma alongada e estreita, com comprimento médio de 55 km e largura média de 18 km. Com litoral bastante recortado, possui várias enseadas, pontas, ilhas, baías e lagoas. A área total do município, compreendendo a parte continental e a insular, é de 675,41 km². Seu relevo é formado por cristas montanhosas e descontínuas, servindo como divisor de águas da ilha. O ponto mais alto da ilha é o morro do Ribeirão, com 532 metros de altitude. Paralelamente às montanhas, surgem esparsas planícies em direção leste e na porção noroeste da ilha. Na face leste da ilha, há presença de dunas formadas pela ação do vento.
Na ilha de Santa Catarina existe uma grande laguna de água salgada, a Lagoa da Conceição, e uma grande lagoa de água doce, a Lagoa do Peri. Dois grandes aquíferos subterrâneos contribuem em parte para abastecimento público de água do município: o Aquífero Campeche, ao sul, e o Aquífero Ingleses, ao norte. Já, os rios, em geral riachos pequenos, não recebem muita atenção: no Centro o rio da Bulha foi canalizado, enquanto que recentemente a poluição no rio do Brás e no rio Papaquara, no norte da ilha, só chamou a atenção por ter tirado a balneabilidade da  praia de Canasvieiras. Os outros mananciais importantes são as bacias do Ratones, Saco Grande, Itacorubi e Rio Tavares. Todas essas têm um manguezal em sua foz, sendo o Manguezal do Itacorubi o 2º maior em área urbana do Brasil.
Considerava-se que Florianópolis tinha 42 praias, sendo este durante décadas um dos slogans do município e ainda muito citado. Por encomenda do Instituto de Planejamento Urbano de Florianópolis (IPUF), realizou-se, pela primeira vez, um levantamento completo sobre as praias da capital catarinense, no qual foram mapeadas mais de 100 praias. Como o objetivo do trabalho era toponímico, para cumprir a lei municipal que determinava a sinalização de todas as praias, ficaram de fora mais de uma dezena que, de tão desconhecidas, nem possuíam denominação. Os testes de balneabilidade mostram que muitas estão impróprias para banho, principalmente no continente, mas também em praias conhecidas da ilha.

### Clima
O clima em Florianópolis é subtropical úmido (do tipo Cfa de acordo com a classificação climática de Köppen-Geiger). A temperatura média anual é de 21 °C; o verão é morno e abafado e o inverno é fresco. Durante o ano inteiro as precipitações são bem distribuídas. Ao longo do ano, normalmente, a temperatura mínima nos meses mais frios é de 13 °C e a temperatura máxima nos meses mais quentes é de 29 °C e raramente são inferiores a 8 °C ou superiores a 34 °C.
| Maiores acumulados de precipitação em 24 horas registrados em Florianópolis/São José por meses (INMET) | Maiores acumulados de precipitação em 24 horas registrados em Florianópolis/São José por meses (INMET) | Maiores acumulados de precipitação em 24 horas registrados em Florianópolis/São José por meses (INMET) | Maiores acumulados de precipitação em 24 horas registrados em Florianópolis/São José por meses (INMET) | Maiores acumulados de precipitação em 24 horas registrados em Florianópolis/São José por meses (INMET) | Maiores acumulados de precipitação em 24 horas registrados em Florianópolis/São José por meses (INMET) |
| Mês | Acumulado                                                                                              | Data                                                                                                   | Mês | Acumulado                                                                                              | Data                                                                                                   |
| --- | --- | --- | --- | --- | --- |
| Janeiro                                                                                                | 270,6 mm                                                                                               | 17/01/2025                                                                                             | Julho                                                                                                  | 241,9 mm                                                                                               | 22/07/1973                                                                                             |
| Fevereiro                                                                                              | 227,4 mm                                                                                               | 22/02/1994                                                                                             | Agosto                                                                                                 | 103,9 mm                                                                                               | 17/08/1977                                                                                             |
| Março                                                                                                  | 187,1 mm                                                                                               | 22/03/1978                                                                                             | Setembro                                                                                               | 123 mm                                                                                                 | 06/09/1977                                                                                             |
| Abril                                                                                                  | 207,9 mm                                                                                               | 23/04/1936                                                                                             | Outubro                                                                                                | 160,7 mm                                                                                               | 10/10/1986                                                                                             |
| Maio                                                                                                   | 253 mm                                                                                                 | 19/05/2010                                                                                             | Novembro                                                                                               | 404,8 mm                                                                                               | 15/11/1991                                                                                             |
| Junho                                                                                                  | 82,2 mm                                                                                                | 18/06/1932                                                                                             | Dezembro                                                                                               | 207 mm                                                                                                 | 20/12/2022                                                                                             |
| Período: 1931-presente                                                                                 | | | | | |

Florianópolis apresenta características climáticas inerentes ao litoral sul-brasileiro. As estações do ano são bem caracterizadas, verão e inverno são relativamente definidos, sendo o outono e primavera estações de transição com características semelhantes. É a quarta capital mais fria do país, ficando atrás apenas de Curitiba, Porto Alegre e São Paulo. A ilha de Santa Catarina sofre muita influência dos ventos, principalmente do quadrante Sul, comumente mais frios e secos, o que faz com que a sensação térmica no inverno geralmente seja inferior às temperaturas mínimas registradas.
A precipitação é bastante significativa e bem distribuída durante o ano. A precipitação normal anual é superior a 1 750 milímetros (mm). Não existe uma estação seca, porém o verão é normalmente a estação que apresenta o maior índice pluviométrico (Hermann et alii, 1986). Elevadas precipitações ocorrem principalmente em janeiro, acima dos 200 mm mensais, enquanto nos meses de abril a agosto ocorrem os valores mais baixos, entre 80 mm e 130 mm.
Segundo dados do Instituto Nacional de Meteorologia (INMET), desde 1931 a menor temperatura registrada em Florianópolis/São José foi de 0,9 °C em 30 de agosto de 1958 e a maior atingiu 40 °C em 3 de janeiro de 2019, batendo o recorde anterior de 38,8 °C em 10 de fevereiro de 1973. O maior acumulado de precipitação observado em 24 horas alcançou 404,8 mm em 15 de novembro de 1991. Outros acumulados iguais ou superiores a 200 mm foram: 270,6 mm em 17 de janeiro de 2025, 253 mm em 19 de maio de 2010, 241,9 mm em 22 de julho de 1973, 227,4 mm em 22 de fevereiro de 1994, 216,4 mm em 1 de fevereiro de 2008, 207,9 mm em 23 de abril de 1936, 207 mm em 20 de dezembro de 2022, 206,6 mm em 25 de dezembro de 1995, 206,1 mm em 15 de novembro de 1957, 203,4 mm em 16 de dezembro de 2008.
| Dados climatológicos para Florianópolis/São José                                         | Dados climatológicos para Florianópolis/São José | Dados climatológicos para Florianópolis/São José | Dados climatológicos para Florianópolis/São José | Dados climatológicos para Florianópolis/São José | Dados climatológicos para Florianópolis/São José | Dados climatológicos para Florianópolis/São José | Dados climatológicos para Florianópolis/São José | Dados climatológicos para Florianópolis/São José | Dados climatológicos para Florianópolis/São José | Dados climatológicos para Florianópolis/São José | Dados climatológicos para Florianópolis/São José | Dados climatológicos para Florianópolis/São José | Dados climatológicos para Florianópolis/São José |
| Mês                                                                                      | Jan                                              | Fev                                              | Mar                                              | Abr                                              | Mai                                              | Jun                                              | Jul                                              | Ago                                              | Set                                              | Out                                              | Nov                                              | Dez                                              | Ano                                              |
| ---------------------------------------------------------------------------------------- | ------------------------------------------------ | ------------------------------------------------ | ------------------------------------------------ | ------------------------------------------------ | ------------------------------------------------ | ------------------------------------------------ | ------------------------------------------------ | ------------------------------------------------ | ------------------------------------------------ | ------------------------------------------------ | ------------------------------------------------ | ------------------------------------------------ | ------------------------------------------------ |
| Temperatura máxima recorde (°C)                                                          | 40                                               | 38,8                                             | 36,9                                             | 35,4                                             | 33,5                                             | 33                                               | 32,7                                             | 35,1                                             | 33,6                                             | 35,4                                             | 34,8                                             | 38,7                                             | 40                                               |
| Temperatura máxima média (°C)                                                            | 29,4                                             | 29,5                                             | 28,7                                             | 26,9                                             | 24                                               | 21,9                                             | 21,1                                             | 21,8                                             | 22,4                                             | 24,2                                             | 26,1                                             | 28,3                                             | 25,4                                             |
| Temperatura média compensada (°C)                                                        | 25,2                                             | 25,3                                             | 24,4                                             | 22,4                                             | 19,5                                             | 17,2                                             | 16,5                                             | 17,4                                             | 18,7                                             | 20,6                                             | 22,3                                             | 24,2                                             | 21,1                                             |
| Temperatura mínima média (°C)                                                            | 21,6                                             | 21,7                                             | 20,7                                             | 18,7                                             | 15,7                                             | 13,6                                             | 12,9                                             | 13,8                                             | 15,4                                             | 17,5                                             | 18,8                                             | 20,5                                             | 17,6                                             |
| Temperatura mínima recorde (°C)                                                          | 14,6                                             | 14,8                                             | 10,2                                             | 7,7                                              | 3,3                                              | 1,7                                              | 1,5                                              | 0,9                                              | 4,4                                              | 8,2                                              | 9,4                                              | 12,5                                             | 0,9                                              |
| Precipitação (mm)                                                                        | 241,3                                            | 198,3                                            | 180,4                                            | 115,8                                            | 126,2                                            | 86,3                                             | 100,8                                            | 93                                               | 146,9                                            | 153,2                                            | 146,6                                            | 177,2                                            | 1 766                                            |
| Umidade relativa compensada (%)                                                          | 79                                               | 79,4                                             | 79,2                                             | 79,7                                             | 80,7                                             | 81,9                                             | 82,4                                             | 80,7                                             | 80                                               | 80                                               | 77,4                                             | 77,9                                             | 79,9                                             |
| Insolação (h)                                                                            | 190,7                                            | 174                                              | 186,7                                            | 179,5                                            | 173,4                                            | 153                                              | 162,2                                            | 166,7                                            | 141,3                                            | 142,7                                            | 180,5                                            | 191,2                                            | 2 041,9                                          |
| Fonte: INMET (normal climatológica de 1991-2020; recordes de temperatura: 1931-presente) |                                                  |                                                  |                                                  |                                                  |                                                  |                                                  |                                                  |                                                  |                                                  |                                                  |                                                  |                                                  |                                                  |

### Meio ambiente

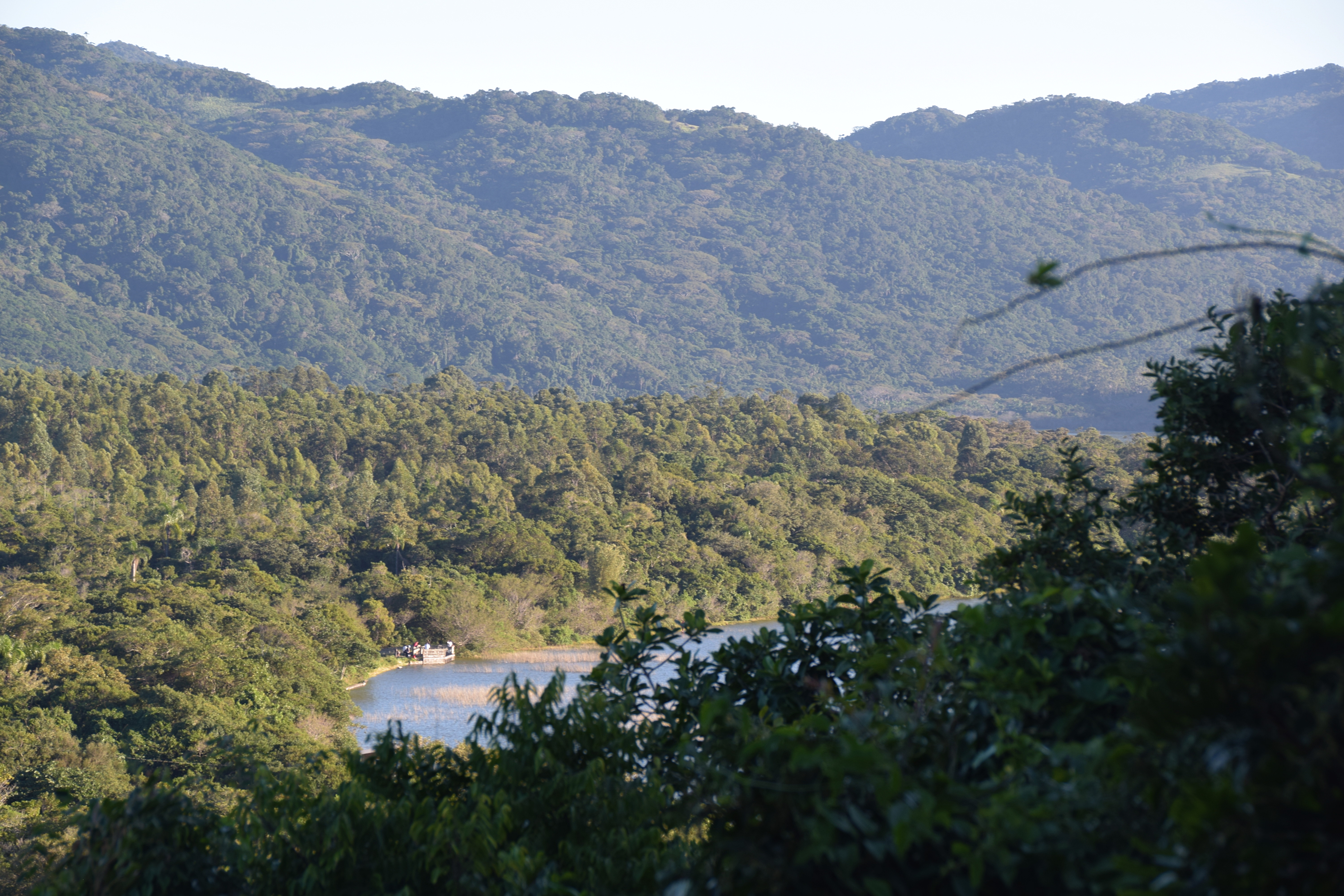
Mata Atlântica preservada através da criação de Unidades de Conservação, como a Lagoa do Peri.

Em Florianópolis ocorrem naturalmente basicamente três grandes grupos de vegetação, todos considerados dentro do bioma Mata Atlântica. São eles, de acordo com o Instituto de Planejamento Urbano de Florianópolis: floresta ombrófila densa; manguezal e  restinga. Cada tipo de vegetação por sua vez apresenta diferentes subtipos e estágios de evolução, sendo que graças ao relevo acidentado da ilha de Santa Catarina, os diferentes ecossistemas presentes são enriquecidos ainda mais por diferentes elementos geográficos, como lagoas, lagunas, rios, dunas, costões rochosos e praias, tornando a cidade riquíssima em paisagens naturais. Apesar da maior parte da vegetação original de Florianópolis ter sido destruída pela agricultura ao longo dos séculos, paradoxalmente, o processo de urbanização da cidade, que evoluiu a partir das décadas de 40 e 50 do século XX, fez com que a maior parte das atividades agrícolas extensivas fossem abandonadas, afastando o desmatamento de várias áreas, principalmente seus morros.
Através de uma extensa pesquisa realizada em 2013, Florianópolis foi considerada a segunda capital brasileira com maior área de Mata Atlântica preservada de acordo com os critérios da Fundação SOS Mata Atlântica, ocupando 26% do seu território. A cidade conta com várias áreas naturais legalmente protegidas, que também integram a Reserva da Biosfera da Mata Atlântica, um importante conjunto de áreas prioritárias para conservação a nível mundial instituídas pela UNESCO/ONU. Devido esta característica, a cidade tem sido cogitada para receber também o título internacional de Reserva da Biosfera Urbana. Apesar da proteção legal de muitas áreas, várias ainda se encontram ameaçadas por atos ilegais como construções irregulares, esgoto e poluição de diferentes tipos. Além disso, a cidade conta ainda com regiões naturais importantes sem proteção legal significativa, como a planície alagável do Pântano do Sul, Dunas dos Ingleses, Dunas do Santinho e outros locais onde há proposta de se criar novas Unidades de Conservação.
Instituídos por lei, a árvore símbolo da cidade é o garapuvu e a flor símbolo é a orquídea Cattleya purpurata, também símbolo do Estado de Santa Catarina. Já a ave símbolo da cidade é o martim-pescador-verde.

## Demografia
De acordo com estimativa do IBGE de 2022, havia 537 211 pessoas na cidade, e a densidade de população era de 796,05 habitantes por quilômetro quadrado. Florianópolis e Vitória no Espírito Santo, são as únicas capitais no Brasil que não são as cidades mais populosas de seus respectivos estados. 

### Região metropolitana
A Região Metropolitana de Florianópolis é uma região metropolitana criada pela lei complementar estadual n° 162 de 1998, foi extinta pela lei complementar estadual n° 381 de 2007 e reinstituída pela lei complementar estadual n° 495 de 2010.

### Composição étnica
Em 2022, a população de Florianópolis possuía a seguinte distribuição por cor ou raça: 410.298 pessoas brancas (76,38%), 87.542 pardas (16,3%), 35.813 negras (6,67%), 2.398 amarelas (0,45%) e 1.148 indígenas (0,21%).
A cidade soma cerca de 15 mil novos moradores por ano.

### Religião
Segundo o censo brasileiro de 2022, a composição religiosa da cidade era de 53,2% católicos, 14,46% evangélicos ou protestantes, 5,78% espíritas, 2,09% umbandistas ou candomblecistas, 0,04% religião tradicional, 5,78% outra religião, 18,42% irreligiosos, 0,14% desconhecidos e 0,09% não declarados.

## Política

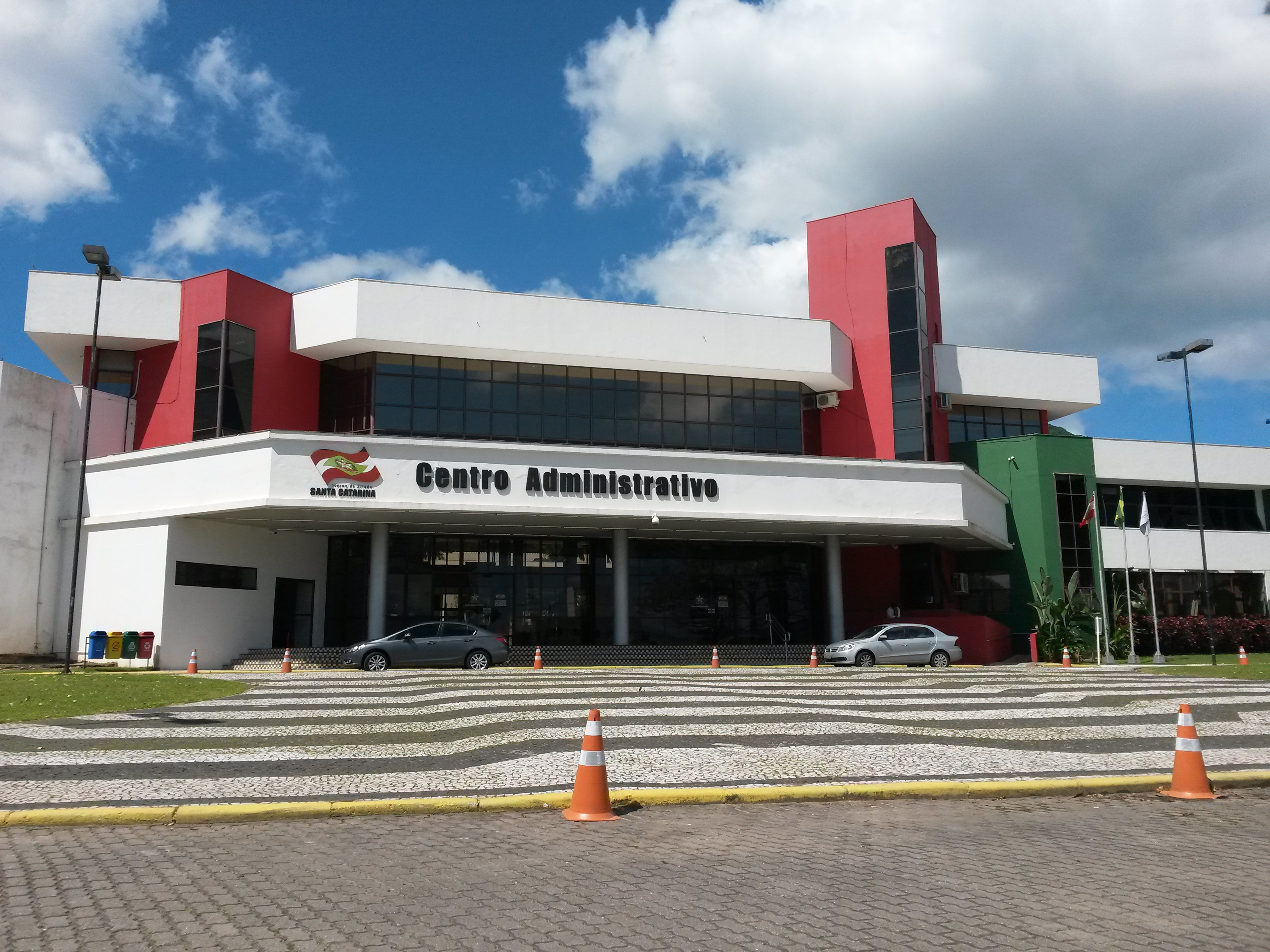
Centro Administrativo do Governo do Estado de Santa Catarina

O total de eleitores do município de Florianópolis era em julho de 2011 de 316 621, divididos em quatro zonas eleitorais: zona 12 - 61 720; zona 13 - 56 574; zona 100 - 118.485 e zona 101 - 76 554. O ex-prefeito da cidade foi Gean Marques Loureiro, que tomou posse no dia 1 de janeiro de 2017. Foi reeleito em 2020, com 53,46% dos votos válidos, no primeiro turno das eleições municipais e deixou o cargo de prefeito dia 31 de março de 2022, visando a eleição ao governo do estado. Com a renúncia de Gean, foi empossado o até então vice-prefeito Topázio Neto.

### Cidades-irmãs
As Cidades irmãs de Florianópolis são:
- Córdoba, Argentina
- Luján, Argentina
- Roanoke, Estados Unidos
- Sendai, Japão
- Praia da Vitória, Portugal
- Ponta Delgada, Portugal
- Angra do Heroísmo, Portugal
- Porto, Portugal
- Saint-Étienne, França
- Havana, Cuba
- Presidente Franco, Paraguai
- Fernando de la Mora, Paraguai
- Assunção, Paraguai
- Constitución, Chile
- Talca, Chile
- Ponta Grossa, Brasil[81]

## Subdivisões
Existem atualmente dezoito distritos em Florianópolis:
| - Barra da Lagoa (MAPA) - Cachoeira do Bom Jesus (MAPA) - Campeche (MAPA) - Canasvieiras (MAPA) - Centro (MAPA) - Coqueiros - Estreito (MAPA) - Ingleses do Rio Vermelho (MAPA) - Lagoa da Conceição (MAPA) | - Pântano do Sul (MAPA) - Ratones (MAPA) - Ribeirão da Ilha (MAPA) - Saco dos Limões - Saco Grande - Santo Antônio de Lisboa (MAPA) - São João do Rio Vermelho (MAPA) - Tapera da Base (MAPA) - Trindade (MAPA) |

## Economia
De acordo com estatísticas de 2002, as atividades agrícolas representaram 0,05%, a fabricação representa 3,41% e o setor do comércio e serviços 96,54% da economia de Florianópolis. O turismo é uma das bases da economia local e muitos habitantes e turistas vão para a cidade em busca de sua beleza singular, além dos fortes traços da cultura açoriana, observada na arquitetura, folclore, tradições culinárias e religiosas. Suas restrições ambientais sobre a construção e desenvolvimento comercial têm sido relativamente rigorosas, ajudando a cidade a manter o seu caráter original.

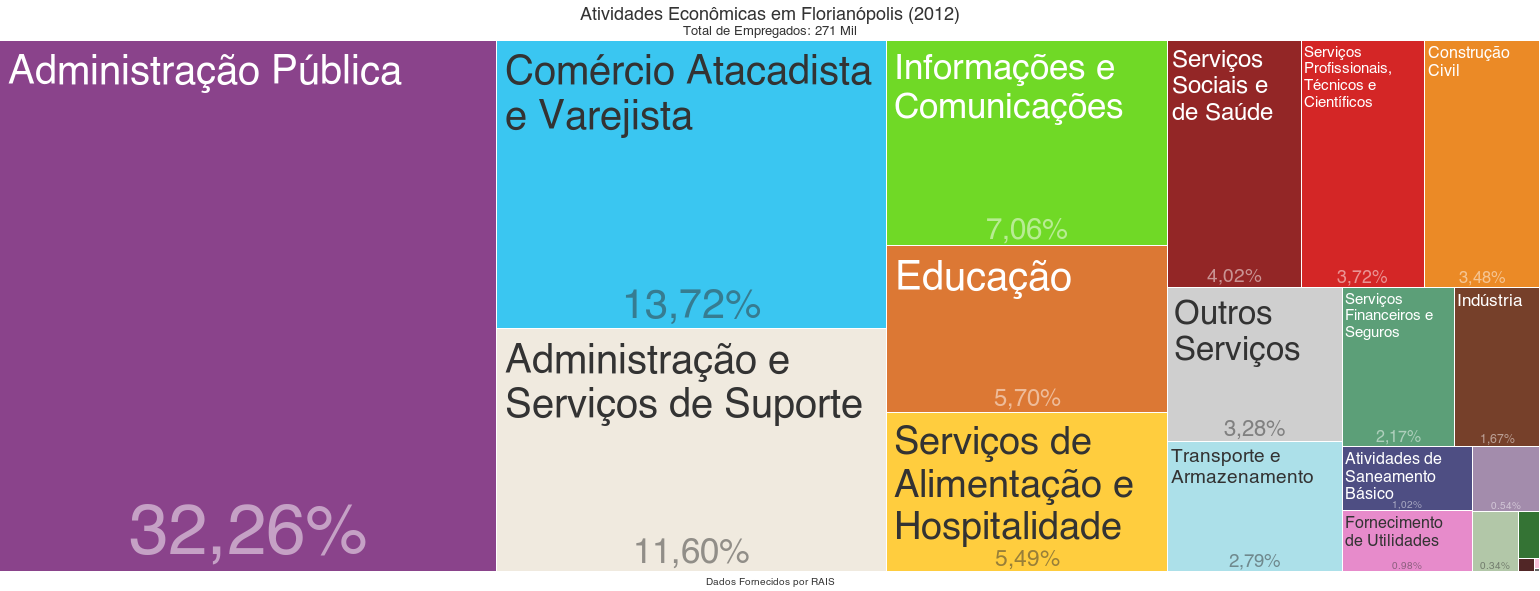
Gráfico das principais atividades econômicas em Florianópolis (2012)

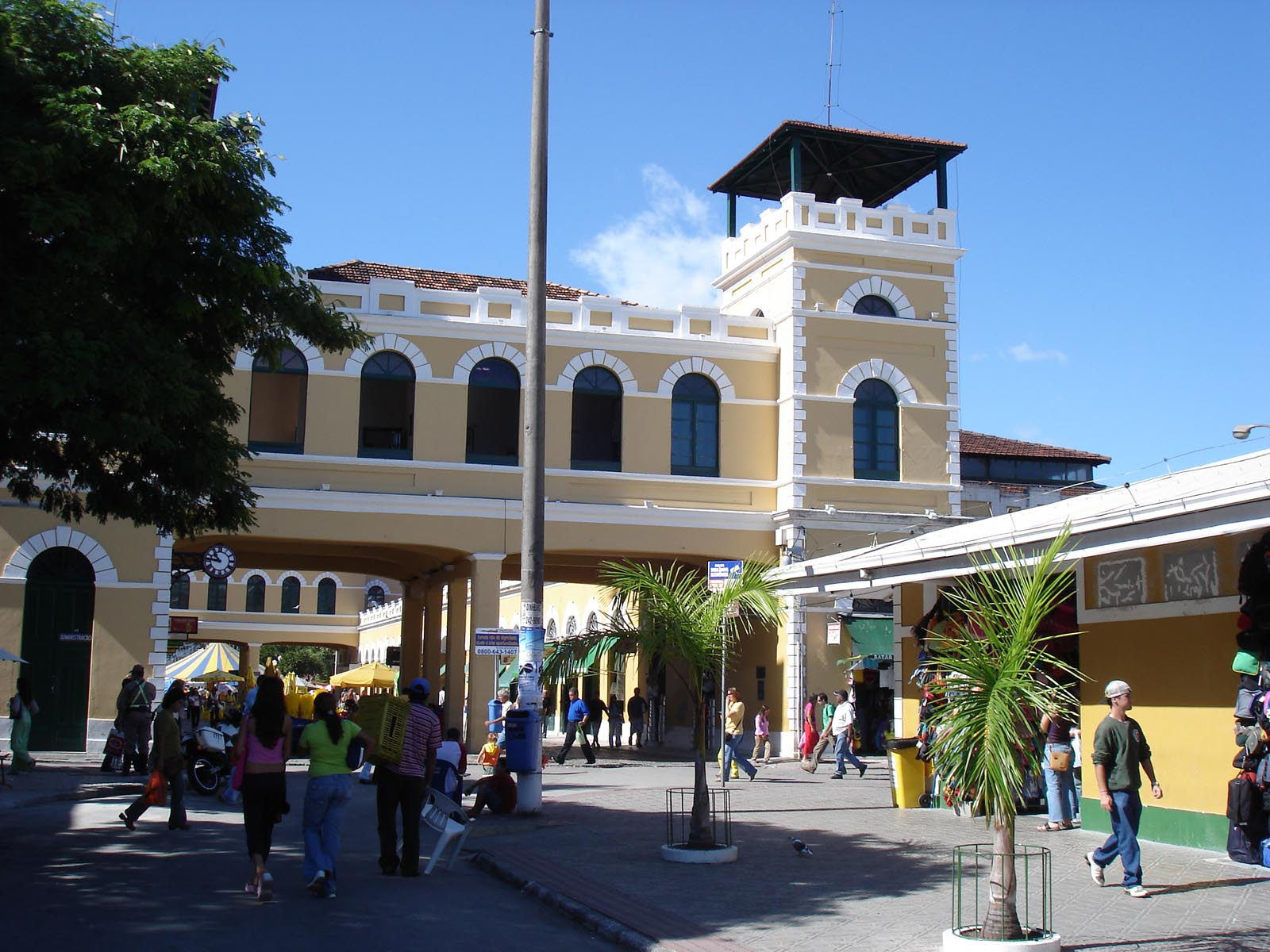
Mercado Público de Florianópolis

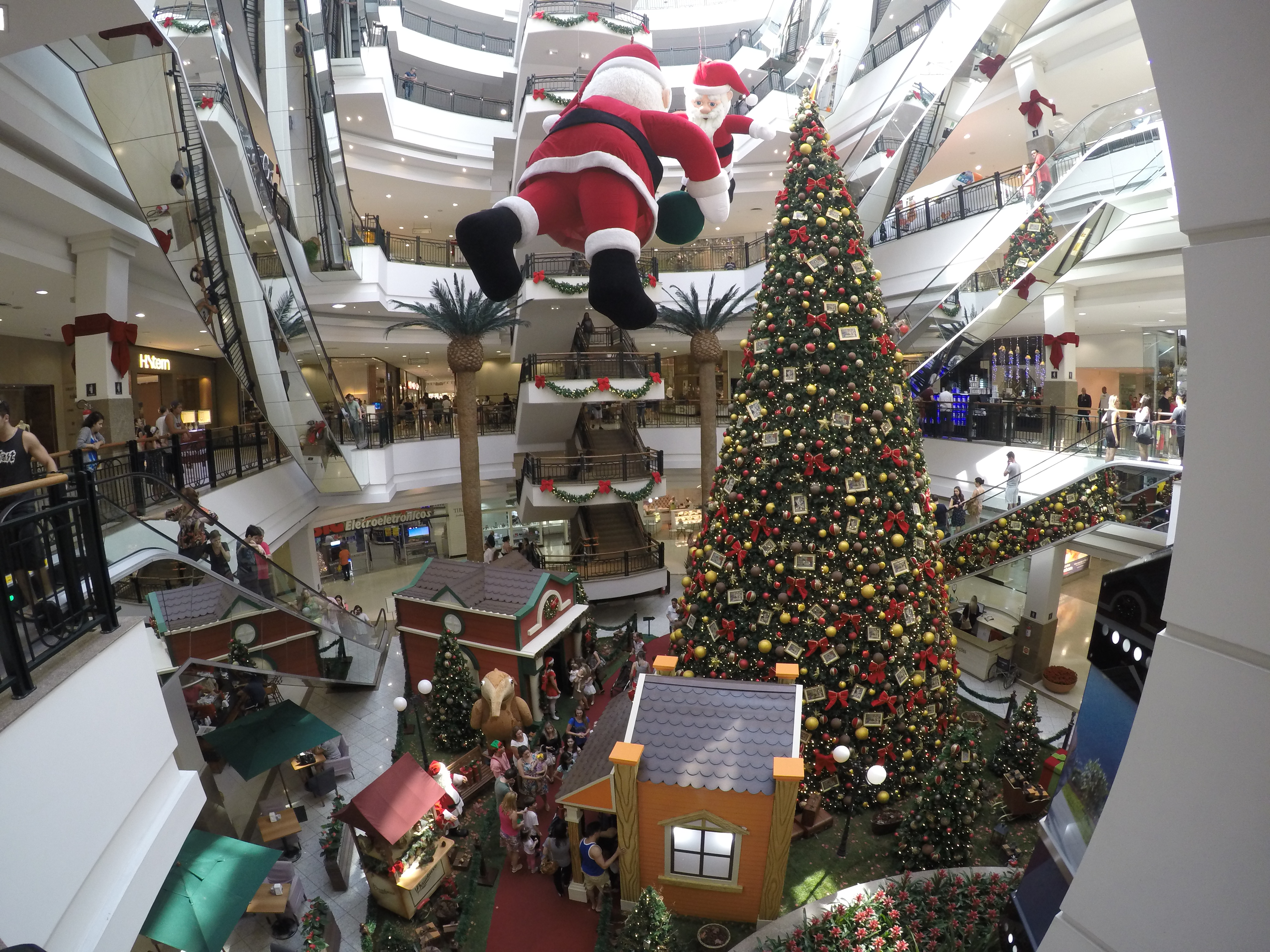
Interior de um shopping de Florianópolis

Para atender às demandas de seu público acadêmico, a cidade investiu pesadamente em estradas e escolas, sendo agora bem classificada em diferentes aspectos do desenvolvimento, como alfabetização (97 por cento) e eletrificação (perto de 100 por cento). Ao final de 1990, as empresas privadas foram migrando para a ilha, ou emergindo das "incubadoras" da Universidade Federal de Santa Catarina (UFSC). Entre as inovações que eclodiram da cidade estão a criação da urna eletrônica brasileira, que tornaram as eleições brasileiras livres de fraudes e eficientes. As autoridades locais dizem agora que o seu objetivo é tornar a região o "Vale do Silício brasileiro".
Além de suas praias de areia branca, Florianópolis oferece muitas atrações históricas, incluindo os locais dos colonos açorianos originais, a Lagoa da Conceição e Santo Antônio de Lisboa. O turismo em Florianópolis tem crescido significativamente nos últimos anos, com um número crescente de visitantes vindos de outras grandes cidades no Brasil (especialmente Porto Alegre, Curitiba, São Paulo e Rio de Janeiro), bem como de outros países da América do Sul (em especial a Argentina, com voos diretos oferecidos diariamente a partir Buenos Aires).
Além disso, um número maior de turistas de outras regiões também começaram a visitar a ilha (particularmente da Europa e dos Estados Unidos). À medida que o número de visitantes cresce a cada ano, Florianópolis enfrenta o desafio constante de garantir que sua infraestrutura e recursos limitados sejam atualizados para acomodar todos os turistas adequadamente. Entre os problemas particularmente preocupantes estão a falta de saneamento básico em algumas áreas, que muitas vezes drenam o esgoto diretamente para o oceano, o que polui as praias que atraem tantos visitantes.
Florianópolis tem sua economia alicerçada principalmente no setor de tecnologia da informação e comunicação. Conforme dados oficiais de 2013, conta com um polo de base tecnológica de mais de 600 empresas de software, hardware e serviços de alta tecnologia, sendo este setor o maior arrecadador de impostos e responsável por mais de 45% do PIB no município.

### Turismo

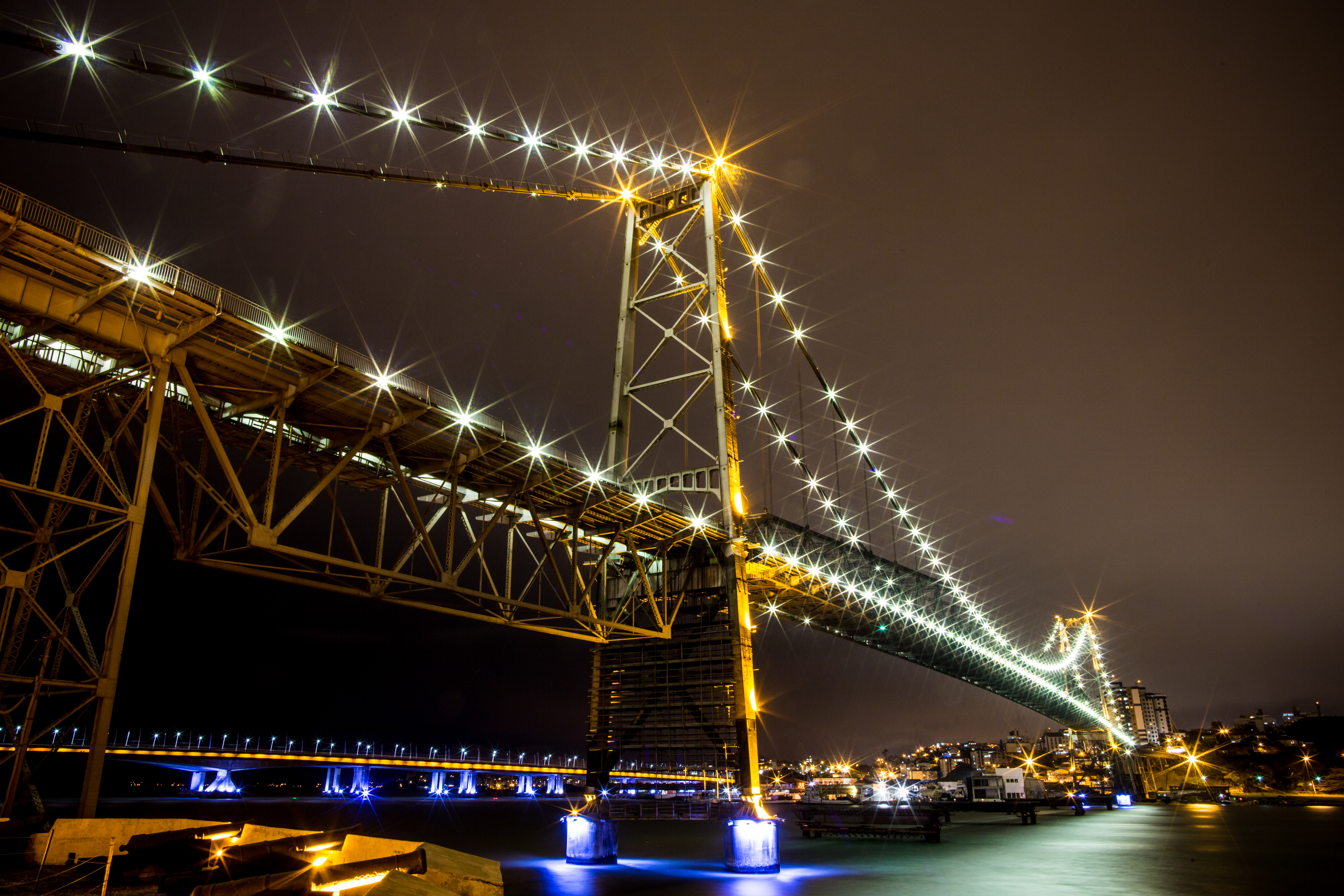
Ponte Hercílio Luz

Considerada por muitos habitantes e turistas que a visitam como detentora de uma beleza singular, dotada de fortes traços da cultura açoriana, observados nas edificações, artesanato, no folclore, culinária e nas tradições religiosas, Florianópolis tem no seu turismo diversificado uma de suas principais fontes de renda. Presentemente, dentre os atrativos turísticos, além das praias, têm importância particular as localidades onde se instalaram as primeiras comunidades de imigrantes açorianos, como Ribeirão da Ilha, Lagoa da Conceição, Santo Antônio de Lisboa e o próprio centro histórico. Ocorrem diversos eventos na cidade ao longo do ano inteiro, merecendo destaque pela sua peculiaridade, relevância econômica, projeção e consistência: a Festa Nacional da Ostra (FENAOSTRA) e o Ironman. Sedia, anualmente, a única etapa latino-americana do campeonato mundial de triatlo radical.
A Praça XV de Novembro é o principal ponto de convergência da cidade. Destaca-se por seus valores arquitetônicos, culturais e comportamentais. Este logradouro existe com notável relevo desde a fundação de Florianópolis, época em que a ilha nem sequer se denominava Desterro. Tudo começou por intermédio do fundador, Francisco Dias Velho, que, no ponto local mais elevado, estabeleceu sua moradia e, ao lado desta, ergueu sua então denominada "casa de reza" (a atual Catedral Metropolitana). Somados a seus valores interiores, neste ponto principal do centro urbano se veem, além da bela e famosa figueira centenária, vários monumentos e hermas que reverenciam acontecimentos e vultos da história catarinense e brasileira. A Praça XV mostra, em seu derredor, construções históricas que não raro serviram para sediar governos que delas ditavam leis às gentes ilhoa e barriga-verde.

## Infraestrutura

### Transportes e energia

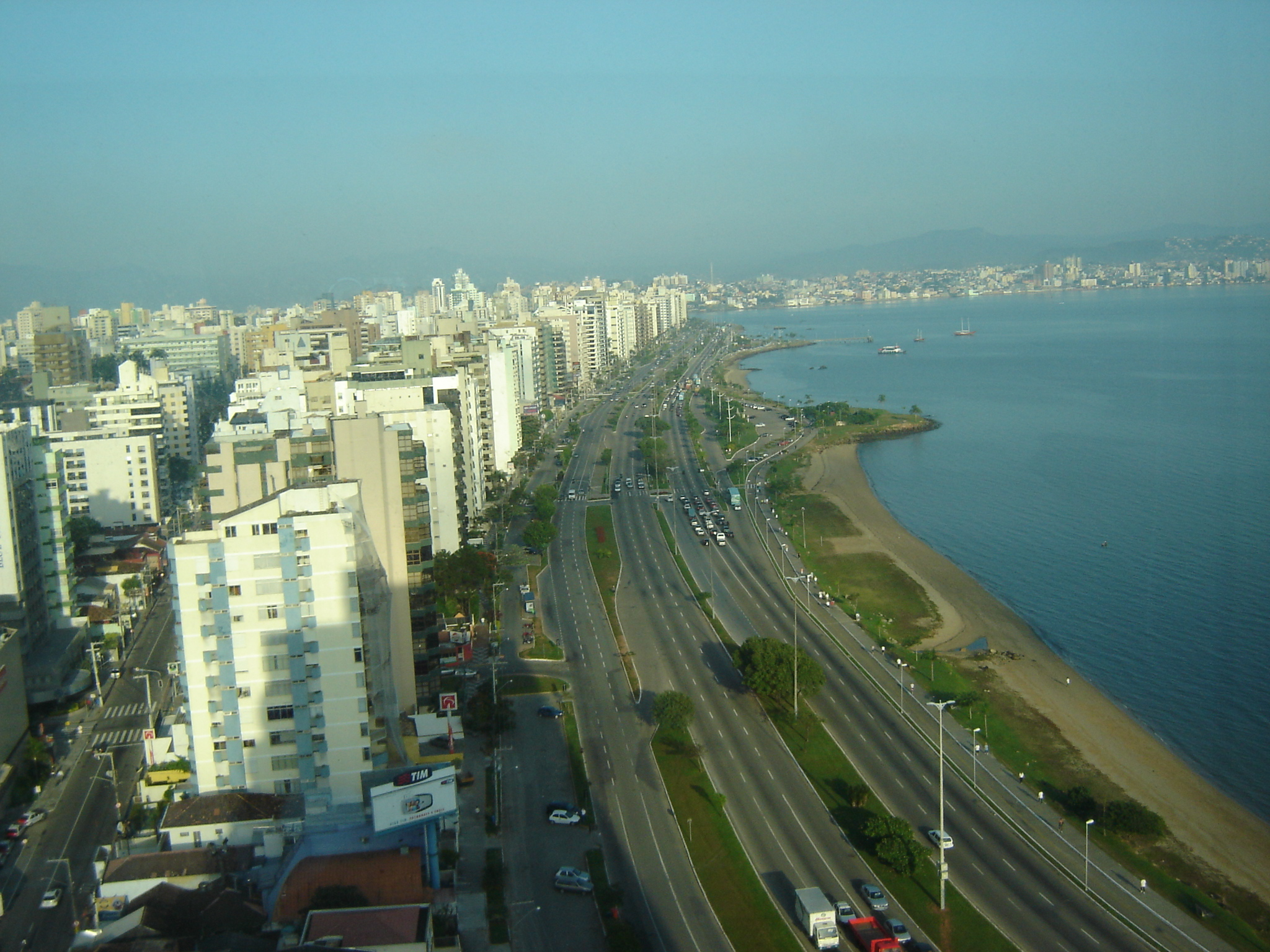
Avenida Beira-Mar Norte, a principal avenida do município

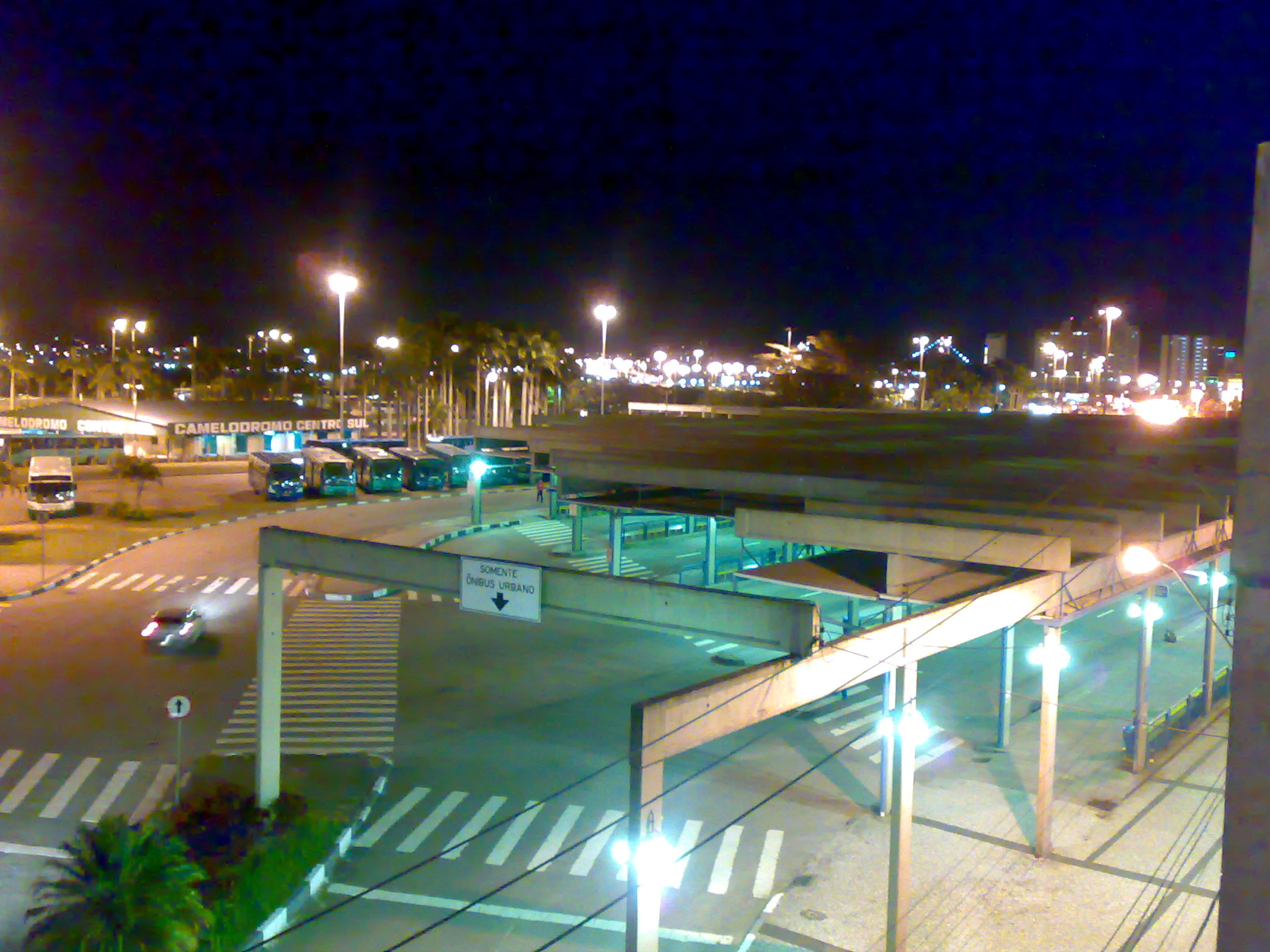
Terminal Urbano de Florianópolis

O Aeroporto Internacional Hercílio Luz de Florianópolis firmou-se, nas últimas temporadas de verão, como um dos principais destinos brasileiros de turistas domésticos e internacionais. Recebe mais de 3,5 milhões de passageiros por ano. Um novo terminal de passageiros foi inaugurado em 2019, após a concessionária Floripa Airport assumir a gestão do aeroporto, o que deve aumentar ainda mais o movimento. O transporte marítimo é pouco utilizado no município, exceto em função do turismo. No entanto, existem linhas regulares de transporte lacustre na Lagoa da Conceição, ligando a localidade da Costa da Lagoa — isolada por terra — à sede do distrito e à margem oposta da Lagoa.
Florianópolis tem a pior malha viária entre as 27 capitais brasileiras e a segunda pior do mundo num universo de 164 núcleos urbanos, conforme pesquisa da Universidade de Brasília (UnB, 2006), com dados atualizados em 2015. Um dos principais critérios para a elaboração do ranking foi o valor de integração para cada uma das vias das cidades analisadas, isto é, a representação numérica do quão acessível é cada rua ou avenida em relação às demais.
No transporte rodoviário há a Estação Rodoviária Rita Maria. No transporte público em Florianópolis é realizado principalmente através de ônibus. Destaca-se o Sistema Integrado de Mobilidade, formado por seis Terminais de Integração: na região central, o TICEN – Terminal de Integração do Centro e o TITRI – Terminal de Integração da Trindade; no leste o TILAG – Terminal de Integração da Lagoa; no sul o TIRIO – Terminal de Integração do Rio Tavares; e no norte o TISAN – Terminal de Integração de Santo Antonio e o TICAN – Terminal de Integração de Canasvieiras. Outros três terminais foram construídos mas nunca usados.
Nesse sistema, as linhas alimentadoras ligam os bairros aos terminais regionais, que por sua vez se ligam a outros terminais de integração (com ênfase ao TICEN, principal terminal urbano da cidade) pelas linhas principais. Ainda existe em Florianópolis o chamado Transporte Executivo, cujos ônibus são mais confortáveis e mais caros, que não possui pontos de parada predefinidos. O sistema de ônibus de Florianópolis é operado pelas empresas Transol, Estrela-Insular, Emflotur-Biguaçu, e Canasvieiras, que formam o Consórcio Fênix. É também intenso o tráfego de ônibus coletivos vindos dos municípios vizinhos. O sistema intermunicipal urbano, que atende à região metropolitana, é operado por cinco empresas, sendo duas do grupo de empresas do Consórcio Fênix - Estrela e Biguaçu - e outras três distintas - Jotur, Santa Terezinha e Imperatriz. Além disso, as linhas intermunicipais, interestaduais e internacionais, têm operação no Terminal Rodoviário Rita Maria.
Florianópolis é atendida com a rede de distribuição da Celesc e rede de transmissão da Eletrosul. É a sede de diversas empresas de energia, onde se destacam Eletrosul e Tractebel, além de empresas menores como BAESA, Enercan, Foz do Chapecó, Maesa e TSLE. Conta também com uma unidade do ONS.

### Planejamento urbano

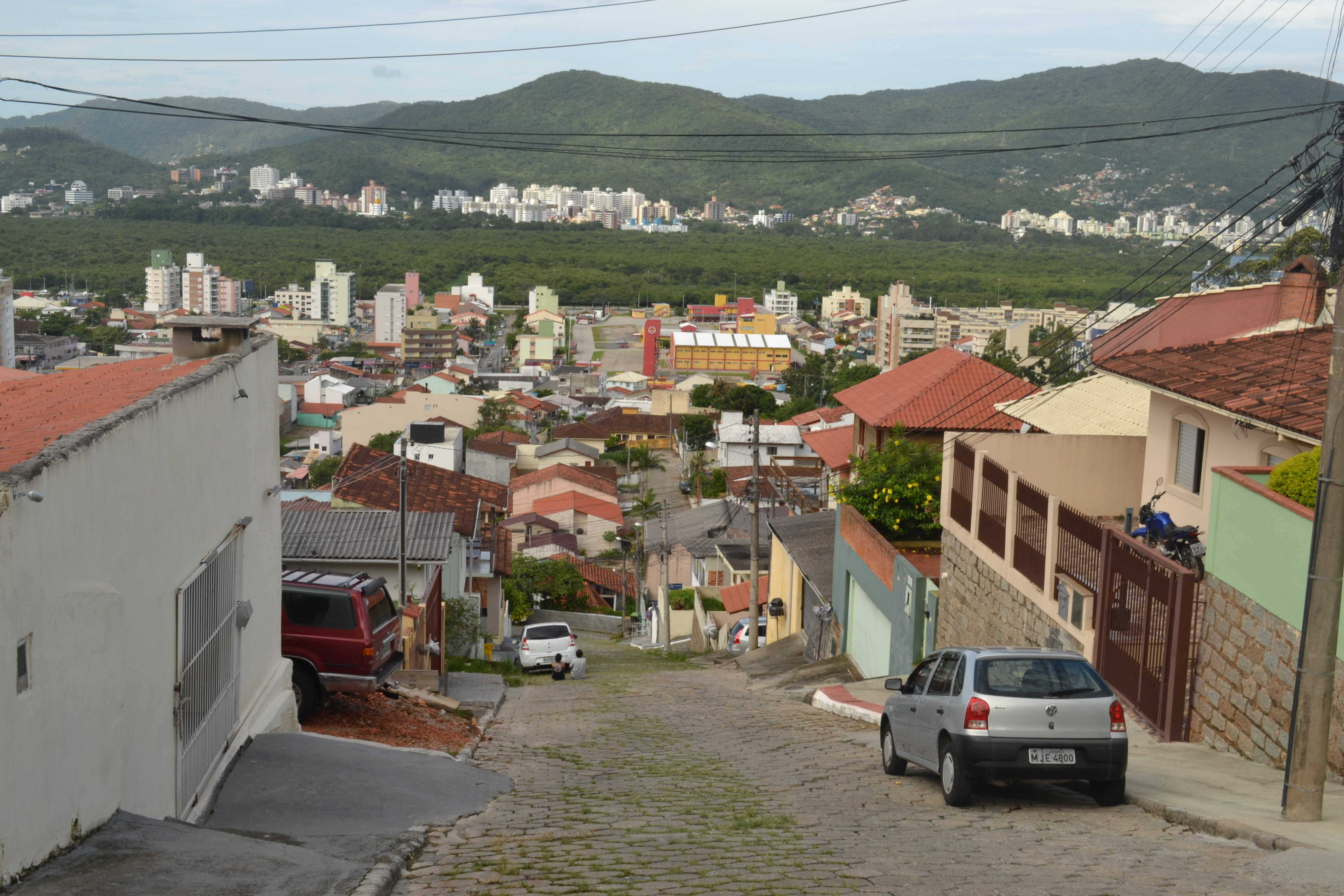
Panorama da cidade a partir do Morro da Cruz

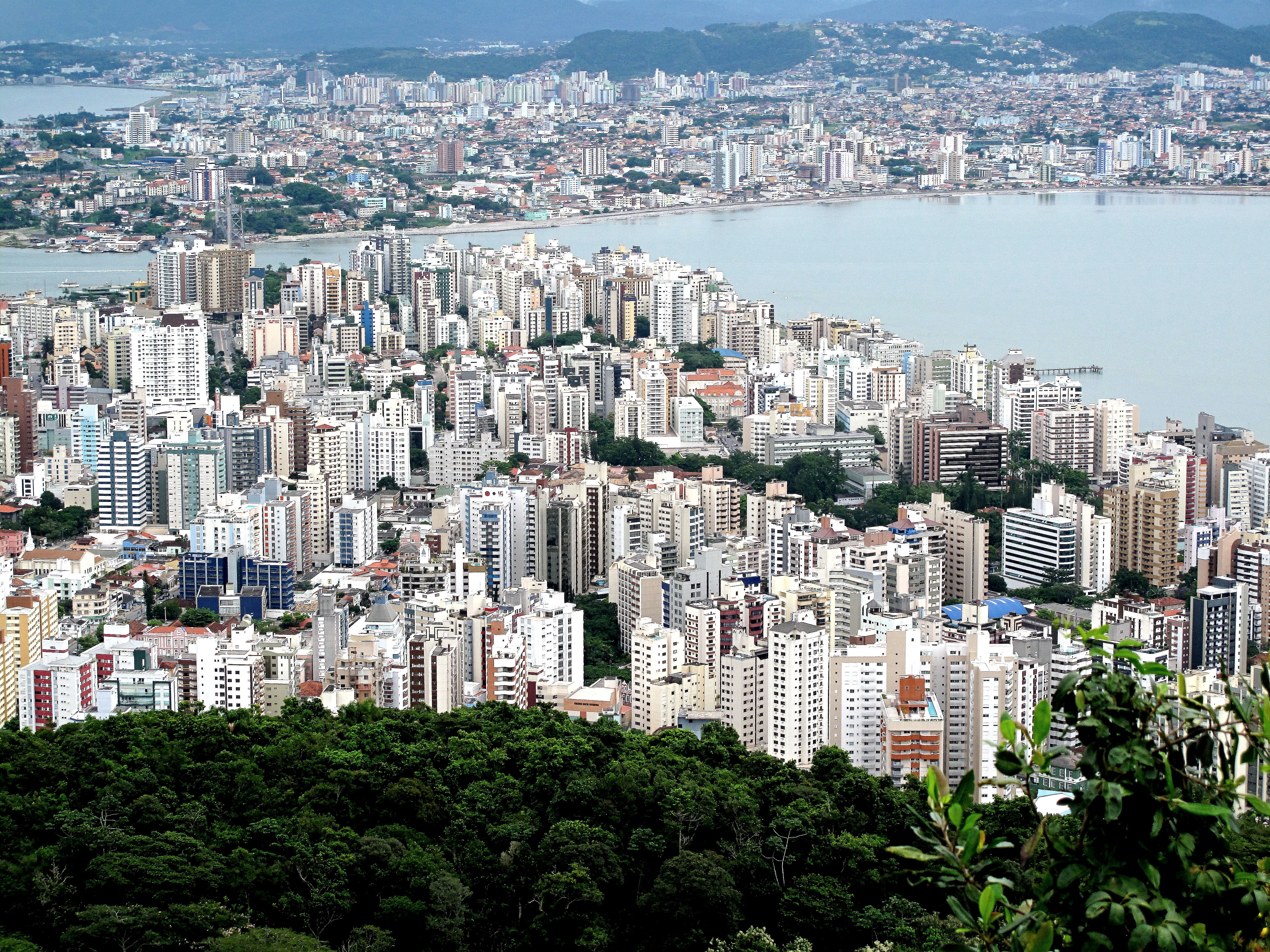
Edifícios residenciais da região central do município

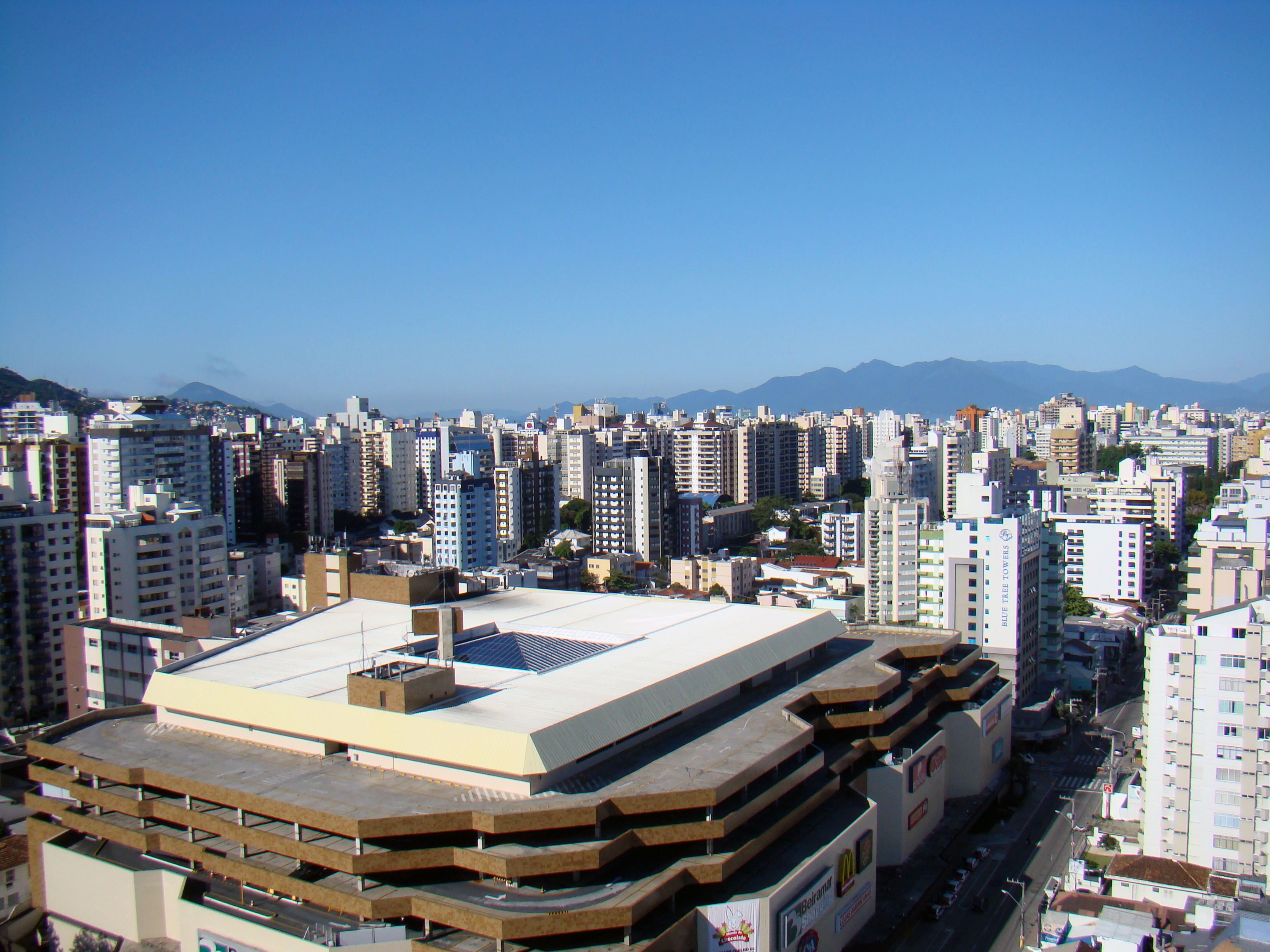
Vista da cidade nas imediações do Beiramar Shopping

Florianópolis, apesar de suas particularidades, não é um caso extremo em comparativo com a realidade brasileira no que diz respeito ao processo histórico de planejamento urbano, ainda que a precariedade de alguns aspectos de sua infraestrutura urbana possa denotar o contrário. Como largamente discutido dentre pesquisadores em planejamento urbano, o Brasil está marcado em sua história urbana por experiências de planejamento pontuais e/ou reformas de cunho infraestrutural ou paisagístico. Excetuando-se o planejamento e execução de cidades novas, a política urbana foi ser nacionalizada somente nos anos 1960, o que pode ser visto em Florianópolis.
Na capital catarinense, os primeiros traços de planejamento puderam ser vistos nos núcleos de fundação dos séculos XVIII e XIX, de claro padrão da colonização portuguesa Posteriormente, foram realizadas reformas higienistas e de infraestrutura, especialmente no início do século XX, que alteraram a configuração urbana principalmente do centro da cidade. Estas reformas tiveram como principal consequência a segregação socioespacial de determinados grupos e também a deterioração da condição ambiental de rios e mananciais que cruzavam a região central neste período. A cidade, muito desarticulada neste momento, dependia da relação entre continente e o centro insular, por via do transporte marítimo e da ponte Hercílio Luz.
Consequentemente, foi elaborado o primeiro plano diretor da cidade, no ano de 1954 por um escritório de urbanismo sediado em Porto Alegre. De cunho funcionalista e com poucas considerações sobre a configuração urbana já existente, o plano previa zoneamento e diretrizes para sua aplicação na área insular, visando um reforço do centro como vetor do crescimento em detrimento das zonas continentais. Sua versão final, no entanto, nunca foi aplicada. Nas décadas de 1960 e 1970, já sob a égide da ditadura militar, ficou a cargo do urbanista Luís Felipe Gama D’Eça a releitura do plano anterior e a elaboração de um novo, que foi finalizado em 1976 com características regionalizantes e também de metropolização da ilha, de acordo com algumas das premissas do planejamento da Serviço Federal de Habitação e Urbanismo. No entanto, Gama D’Eça, que constituiu um plano de caráter modernista, racionalista e desenvolvimentista, foi excluído do processo de implantação do plano e da criação do Instituto de Planejamento Urbano de Florianópolis (IPUF), preconizado por ele e fundado em 1977. Porém, mesmo com as significativas obras e reformas implementadas pelos militares nas décadas de 1970 e 1980, na prática o plano pouco alterou a dinâmica urbana local e os usos dados à cidade.
Neste contexto foi elaborado o plano de 1997. Possuindo características neoliberais, mas sendo o primeiro elaborado integralmente pela equipe do IPUF, mostrou-se contraditório em seus referenciais e sofreu críticas tanto de técnicos quanto da população. Já em 2001, com a promulgação do Estatuto da Cidade, percebeu-se a necessidade da elaboração de um novo plano, menos tecnocrático. A elaboração e implantação do plano já sob a égide desta lei e com orientação do Ministério das Cidades se mostrou conturbada e com diferentes processos: em um primeiro momento, por via de um processo participativo distribuído geograficamente, sendo substituído por um elaborado por uma consultoria privada de origem argentina e sofrendo várias alterações na câmara de vereadores e uma aprovação com diversos conflitos, entre os anos de 2013 e 2014.
Desde aprovado, este Plano Diretor foi alvo de análises, críticas e reivindicações, especialmente por setores da sociedade civil e pesquisadores da área de planejamento urbano. Desde 2014 tem sido alvo de disputas jurídicas dentre diferentes instâncias governamentais, como o município de Florianópolis, o Ministério Público Federal e o Superior Tribunal de Justiça.

## Cultura

### Teatro

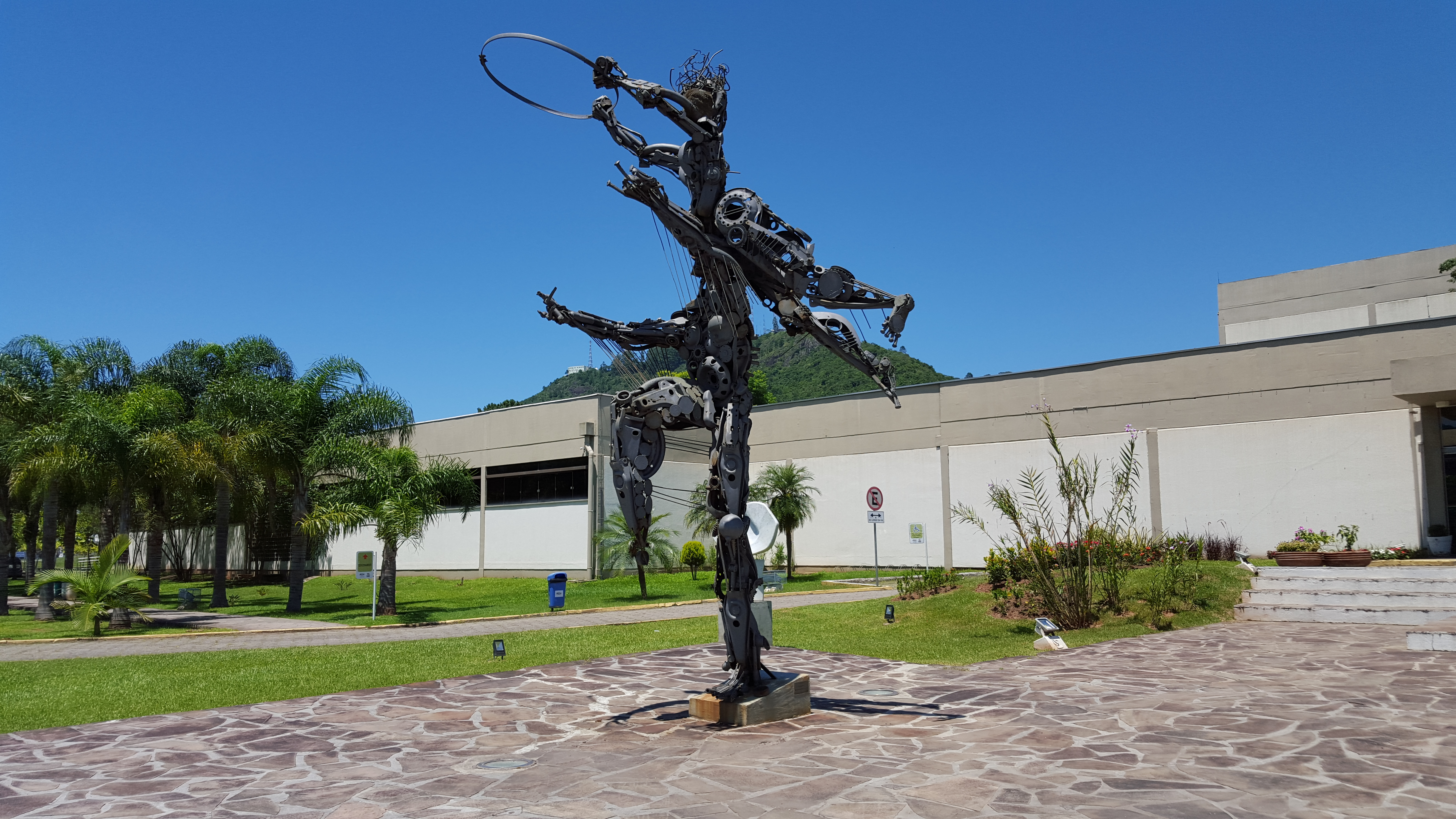
Centro Integrado de Cultura

Há três teatros de médio e grande portes em Florianópolis: o Teatro Ademir Rosa, localizado no Centro Integrado de Cultura (CIC), o Teatro Álvaro de Carvalho (TAC), na Praça Pereira Oliveira e o Teatro Governador Pedro Ivo, situado no Centro Administrativo do Estado (SC 401). Existem ainda salas menores como o Teatro da Igrejinha na Universidade Federal de Santa Catarina, Teatro da UBRO, Teatro Armação, a sala de teatro do SESC e espaços teatrais alternativos como a Casa de Máquinas do Casarão da Lagoa, todas na parte insular da cidade.

### Museus e galerias de arte

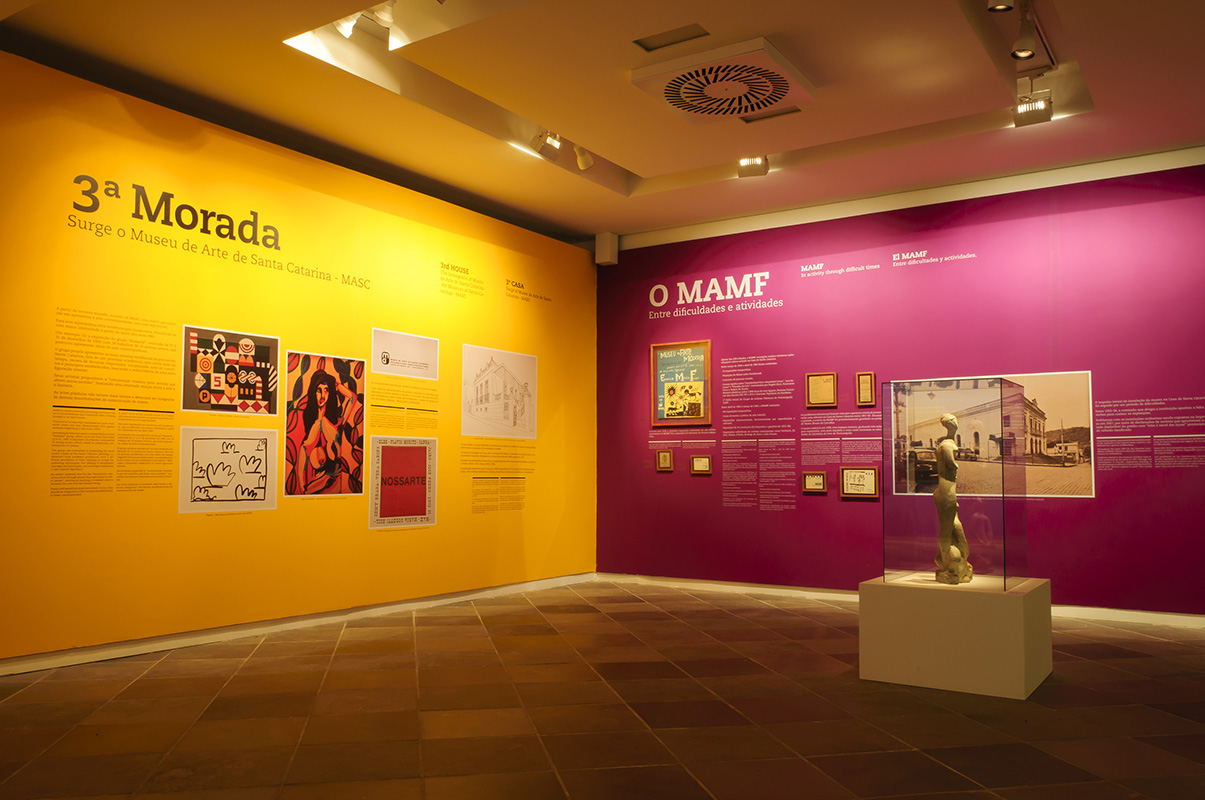
Museu de Arte de Santa Catarina

São variados os museus e galerias na capital catarinense. Na região central, destacam-se o Museu Victor Meirelles, que fica na casa onde viveu o pintor e tem suas obras em exposição, a galeria de arte da Fundação Cultural Badesc e o Museu de Florianópolis Sérgio Grando, localizado no prédio reformado onde ficava a Casa de Câmara e Cadeia. No Centro Integrado de Cultura (CIC) ficam o Museu de Arte de Santa Catarina (MASC), o Museu da Imagem e Som e o Espaço Lindolf Bell. No Palácio Cruz e Souza, está instalado o Museu Histórico de Santa Catarina, com relíquias que contam um pouco da história do estado. Outros espaços são o Museu de Armas Major Lara Ribas, localizado no Forte Sant'Ana (ao lado da Ponte Hercílio Luz), que expõe artigos bélicos e históricos, a Galeria de Arte e o Museu Universitário da Universidade Federal de Santa Catarina e a galeria do Espaço Cultural Arquipélago, localizado no bairro Agronômica. A Fundação Cultural de Florianópolis Franklin Cascaes (Fundação Franklin Cascaes) foi fundada em 29 de julho de 1987 e hoje está instalada no Forte de Santa Bárbara.

### Literatura e música

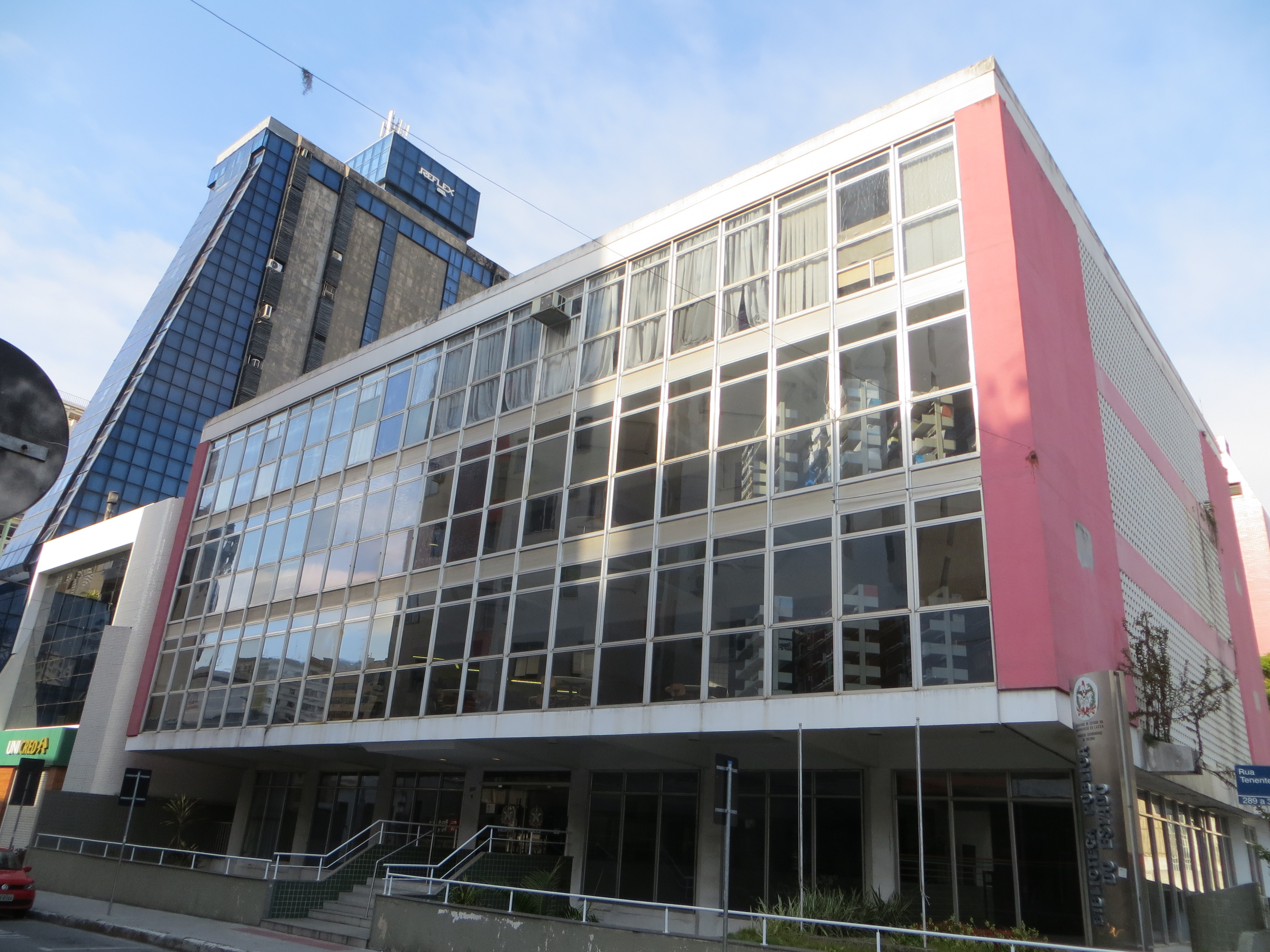
Biblioteca Pública do Estado de Santa Catarina

A cidade tem sua academia de letras, a Academia Desterrense de Letras, cujo patrono é o poeta Cruz e Sousa, localizada no Centro Integrado de Cultura (CIC), que também abriga a Biblioteca Pública de Santa Catarina, a maior e mais antiga do estado. Na cidade também está sediada a Academia Catarinense de Letras, fundada em 1920.
Cruz e Sousa (1861-1898), poeta natural de Florianópolis, foi expoente do simbolismo no Brasil, marcado pela publicação em 1893 de Missal e Broquéis. 
Em Florianópolis estão sediadas as seguintes orquestras: Orquestra Filarmonia Santa Catarina; Orquestra Sinfônica de Santa Catarina (OSSCA); Orquestra Sinfônica de Florianópolis; Camerata Florianópolis; Orquestra Sinfônica das Comunidades (OSCOM); Orquestra Experimental do Instituto Federal de Santa Catarina (OEXP) e Orquestra de Cordas da Ilha.
Desde 2013 a Orquestra de Baterias de Florianópolis reúne anualmente centenas de bateristas para tocar em conjunto em pontos históricos da cidade, considerada pela organização "o maior encontro de baterias das Américas". Em 2019 ocorreu sua maior edição, contando com 590 bateristas na Passarela Nego Quirido.

### Cinema
No passado, Florianópolis tinha diversas salas em vários pontos do Centro da cidade, as quais foram desaparecendo com o tempo e as mudanças sociais e tecnológicas. O primeiro deles foi o Cassino, que mudou várias vezes de nome, sendo depois o Cine Glória, o Cine Imperial, o Cine Coral e depois Cine Carlitos. Hoje seu prédio abriga serviços públicos da prefeitura. Outras eram o Cine Rex, mais tarde renomeado como Cine Ritz, o Cine Roxy, o Cine Odeon - este no Teatro Álvaro de Carvalho - o Cine Cecomtur, o Cine Palace, o Cine Lido e o Cine São José - neste último estreou o primeiro longa-metragem catarinense, O Preço da Ilusão, inteiramente filmado na cidade.
Na atualidade, as salas de cinema comerciais ficam dentro dos shopping centers da cidade, pertencendo a grandes redes. Como a maior parte dos shoppings fica na região mais central da cidade, apenas recentemente as primeiras salas de cinema abriram no norte e sul da Ilha, mas também dentro de centros comerciais recém-abertos dessas regiões.
Além disso, há salas de circuito de arte no Centro Integrado de Cultura (CIC), no Espaço Cultural Sol da Terra e no Paradigma Cine Arte. Florianópolis conta também com cineclubes como o Cineclube Rogério Sganzerla da Universidade Federal de Santa Catarina, o Cineclube da Fundação Cultural Bradesco, Cineclube Ó Lhó Lhó no Instituto Federal de Santa Catarina, Cineclube Carijó no bairro Canasvieiras e Cinema Falado no Museu Victor Meirelles.

### Esportes

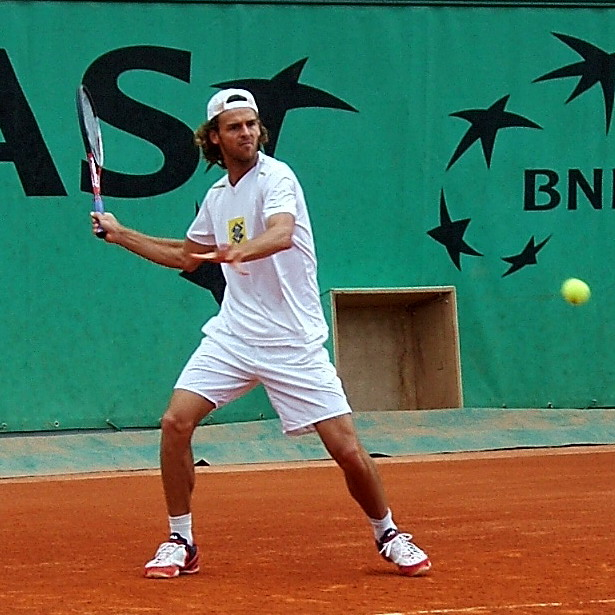
Gustavo Kuerten treinando em Roland Garros

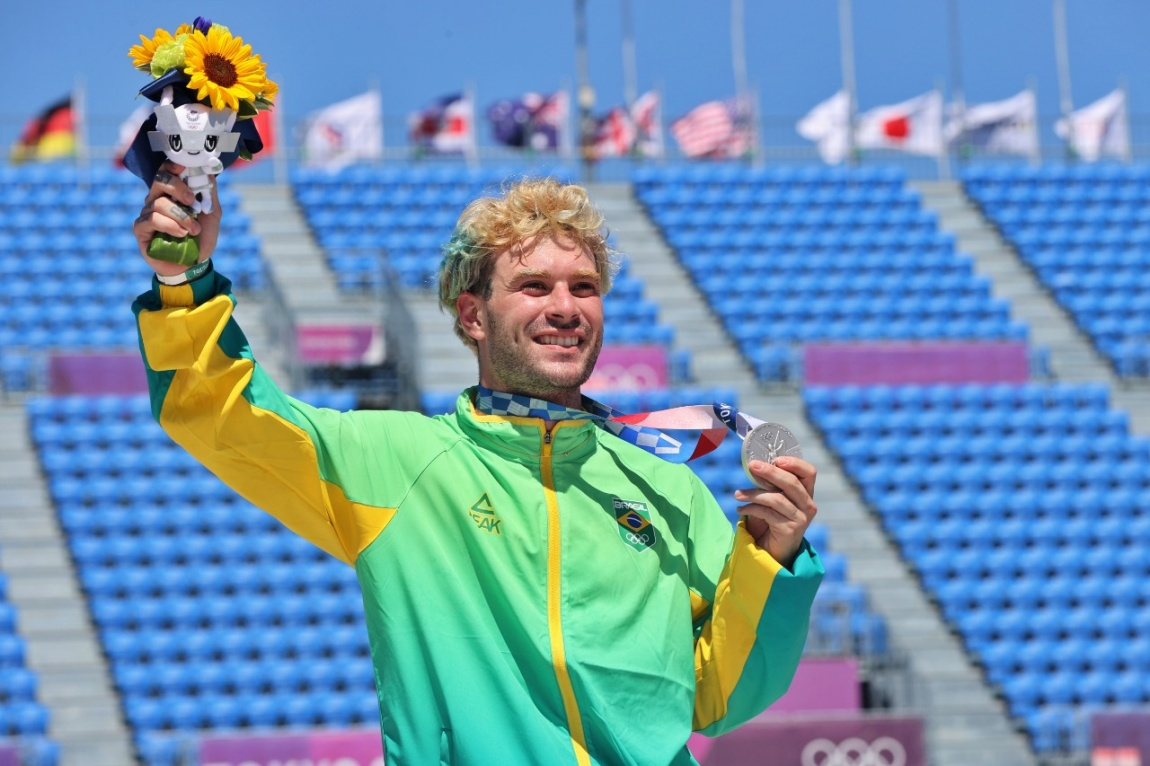
Pedro Barros no pódio do skate nos Jogos Olímpicos de Tóquio, onde foi medalhista de prata

Diferentes esportes, coletivos e individuais, possuem destaque na história de Florianópolis. Anualmente se disputam na cidade etapas do Ironman, além de maratonas e outras provas, como a Volta à Ilha, maior corrida de revezamento por equipe em extensão da América Latina.
Gustavo Kuerten, o Guga, nasceu na cidade e é considerado o maior tenista masculino brasileiro de todos os tempos, tendo sido vencedor de três torneios de Roland Garros, um dos Grand Slam, e alcançado o topo do ranking da ATP (Associação dos Tenistas Profissionais). Por sua carreira, foi condecorado com posição no Hall da Fama da ATP. Graças a fama de Guga, Florianópolis tornou-se um polo da modalidade e recebeu diversos torneios, como a Copa Davis e a Fed Cup (atual Copa Billie Jean King). O skate tem se destacado como um esporte importante, com áreas voltadas aos skatistas em diversos bairros, com destaque para o bairro do Rio Tavares. Isadora Pacheco e Yndiara Asp, ambas campeãs nacionais na modalidade park, e Pedro Barros, campeão mundial e multi medalhista nos X Games na mesma modalidade, representaram o Brasil nos Jogos Olímpicos de Tóquio em 2021, com Pedro conquistando a medalha de prata. A pista de skate na Costeira do Pirajubaé é a maior do Sul do Brasil e recebe uma das etapas do circuito nacional.

Como a cidade é principalmente localizada em uma ilha cercada de outras pequenas ilhas, é uma de suas atrações como atividades esportivas o mergulho livre e autônomo. As localidades mais frequentadas para este esporte são a Reserva Biológica Marinha do Arvoredo e a ilha do Campeche. Outros esportes relacionados a água são populares, como o remo, cujo auge foi no período anterior ao aterro da Baía Sul. Porém, ainda hoje, há três clubes principais que formam atletas nas principais categorias disputadas: Clube de Regatas Aldo Luz; Clube Náutico Francisco Martinelli e Clube Náutico Riachuelo. Estas equipes formaram atletas brasileiros que disputaram os Jogos Olímpicos e Paralímpicos, como Gibran Vieira da Cunha, Fabiana Beltrame, que em 2004 foi a primeira remadora brasileira a participar das Olímpiadas, e Josiane Lima, que com o bronze nas Paralimpíadas de 2008 conquistou a primeira medalha olímpica do Brasil no esporte. Os três ficam sediados no Parque Náutico Walter Lang, no Centro, em frente ao estreito entre as baías.

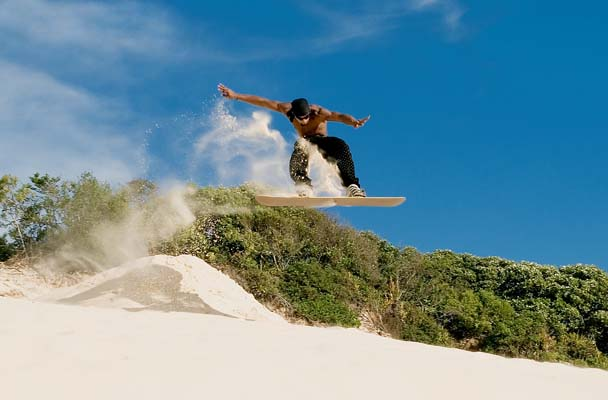
Praticante de sandboard em uma das dunas do município

Na natação, o grande destaque foi Fernando Scherer, o Xuxa, que conquistou diversas medalhas e recordes mundiais e olímpicos. Ainda na água, o surfe também é bastante popular entre profissionais e amadores, com dezenas de praias com ondas adequadas e um clima variado que ajuda na adaptação de surfistas brasileiros, que precisam enfrentar águas frias em competições mundiais. A cidade recebeu diversas competições da modalidade, incluindo etapas do WCT, a primeira divisão do surfe masculino, em 1986, 1987 e 1989, na Joaquina, e também do WQS, a segunda divisão, que teve dois bicampeões locais, os irmãos Teco Padaratz, nos anos 1990, e Neco Padaratz, nos anos 2000. Além deles, Adriano de Souza, o Mineirinho, campeão mundial do WCT em 2018, é radicado na cidade desde 2010.
Florianópolis também se destaca no cenário nacional do rúgbi. O Desterro Rugby Clube, fundado em 1995, venceu o Campeonato Brasileiro de Rugby XV em três oportunidades, em 1996, 2000 e 2005, e também um Brasil Sevens em 2014.
Um esporte cujas equipes locais tiveram teve grande destaque nacional foi o voleibol, primeiramente com a equipe masculina da Unisul, a partir do final da década de 1990. Após conquistar a temporada 2003–04 da Superliga, a equipe transferiu-se para a cidade vizinha de São José e depois para Joinville, onde ficou até a Unisul encerrar o time. Em 2005, Florianópolis passou a ser representada na Superliga Masculina pela Cimed, fundada naquele ano. Esta participou de seis edições da Superliga, sendo finalista em cinco delas e conquistando quatro títulos, o primeiro em 2005-06, o segundo em 2007-08, o terceiro em 2008-09 e o quarto em 2009-10, além do Sul-Americano de 2009. O time continuou por mais um ano após a saída da Cimed em 2012, com o nome de Super Imperatriz Volêi, até ser desativado.
O automobilismo teve seus momentos: a cidade não tem um autódromo, mas entre 1986 e 1997, um circuito de rua era feito no Centro, recebendo provas da Fórmula 2 Sul-Americana, da Fórmula 3 Sul-Americana e da Fórmula Ford. Um outro circuito de rua foi feito no início dos anos 2000 na Via Expressa Sul, onde aconteceram edições da Copa Clio e da Fórmula Renault. Além dessas competições, sete edições do Desafio Internacional das Estrelas, uma competição amistosa de kart, foram realizadas na cidade, no Kartódromo dos Ingleses e na Arena Sapiens Park, que foi construída para o evento, atraindo grandes estrelas dos esportes a motor.

#### Futebol
O esporte mais popular do Brasil, o futebol, teve diversos representantes ao longo dos anos, tanto no masculino quanto no feminino. Dois clubes profissionais de futebol masculino se mantiveram até hoje e juntos possuem 36 títulos catarinenses, o que é um recorde no estado. Desde 1924, disputam o chamado "Clássico de Florianópolis".
O Avaí foi fundado em 1923 e tem como cores o azul e o branco. É conhecido como "o Leão da Ilha" ou "o Time da Raça". Joga no bairro Carianos, no estádio Aderbal Ramos da Silva, mais conhecido como "Ressacada". Teve em seu plantel jogadores famosos no Brasil inteiro, como Zenon, Lico e Renato Sá, todos catarinenses. Foi campeão brasileiro da Série C em 1998, sendo a primeira equipe catarinense a vencer uma das divisões do Campeonato Brasileiro, e também foi campeão do Campeonato Catarinense por 18 vezes, a última em 2021. Na maior parte dos anos 2000 o clube permaneceu na Série B nacional, até 2008, quando subiu pela primeira vez nos pontos corridos, e desde então o clube alternou entre a primeira e a segunda divisão, tendo destaque para a campanha de 2009, quando terminou a Série A na sexta colocação, a melhor posição de um clube catarinense na competição. Em 2023 disputa a Segunda Divisão do Campeonato Brasileiro.

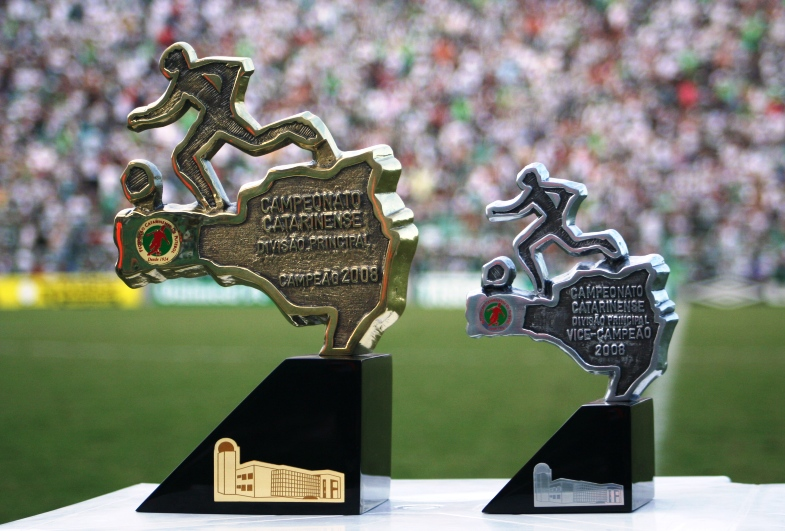
Troféus de campeão e vice do Campeonato Catarinense de Futebol Masculino de 2008 no Estádio Orlando Scarpelli. As equipes de Florianópolis têm 39 títulos na história, com Figueirense e Avaí sendo os maiores campeões

O Figueirense foi fundado em 1921 e tem como cores o preto e o branco. Apelidado por seus torcedores de "Figueira", também é conhecido como "O Furacão do Estreito", "A Máquina do Estreito" ou "Esquadrão de Aço" - o bairro Estreito, na parte continental da cidade, é onde fica localizado o estádio onde joga a equipe, o estádio Orlando Scarpelli. Conquistou 18 vezes o título estadual, sendo o mais recente o de 2018, o que faz dele o maior vencedor do Campeonato Catarinense junto do seu rival Avaí. Em 2007, tornou-se o primeiro clube da capital a chegar a uma final nacional, sendo vice-campeão da Copa do Brasil. Atualmente o clube faz parte da Terceira Divisão do Campeonato Brasileiro, tendo também alternado entre a Série A e a Série B desde 2009, sendo que no período de 2002 a 2008 esteve consecutivamente na Série A, o que nenhum outro clube catarinense jamais conseguiu.
Além dos dois, outros três clubes de futebol masculino da cidade venceram Campeonatos Catarinenses: o Externato em 1925, o Atlético Catarinense em 1934 e o Paula Ramos em 1959. Destas, o Atlético, equipe relacionada ao Exército, encerrou as atividades; o Externato se afastou do futebol de campo, se fundindo mais tarde com o rival Internato - ambos originaram-se no Colégio Catarinense - formando a Associação Desportiva Colegial, que ganhou destaque no futebol de salão; e o Paula Ramos Esporte Clube existe até hoje, não tendo mantido o departamento de futebol, mas sendo ainda ativo em outros esportes - com destaque para a parceria de sucesso com o Figueirense no futebol 7: o Figueirense/Paula Ramos, cuja equipe feminina é tricampeã mundial e já conquistou todos os títulos da modalidade.
No futebol feminino, Florianópolis tem duas equipes profissionais: após tentativas tímidas de ter uma equipe profissional, o Avaí fez parceira com o Kindermann, clube de Caçador, formando o Avaí/Kindermann, equipe que venceu as quatro últimas edições do Campeonato Catarinense, sido finalista do Campeonato Brasileiro em 2020 e participado da Copa Libertadores de 2020 e 2021. Com o fim das atividades do Kindermann, o Avaí assumiu a gestão da equipe integralmente. A outra equipe da cidade é o Açores, que se profissionalizou recentemente e disputou o Campeonato Catarinense de 2021.